# 土浦市

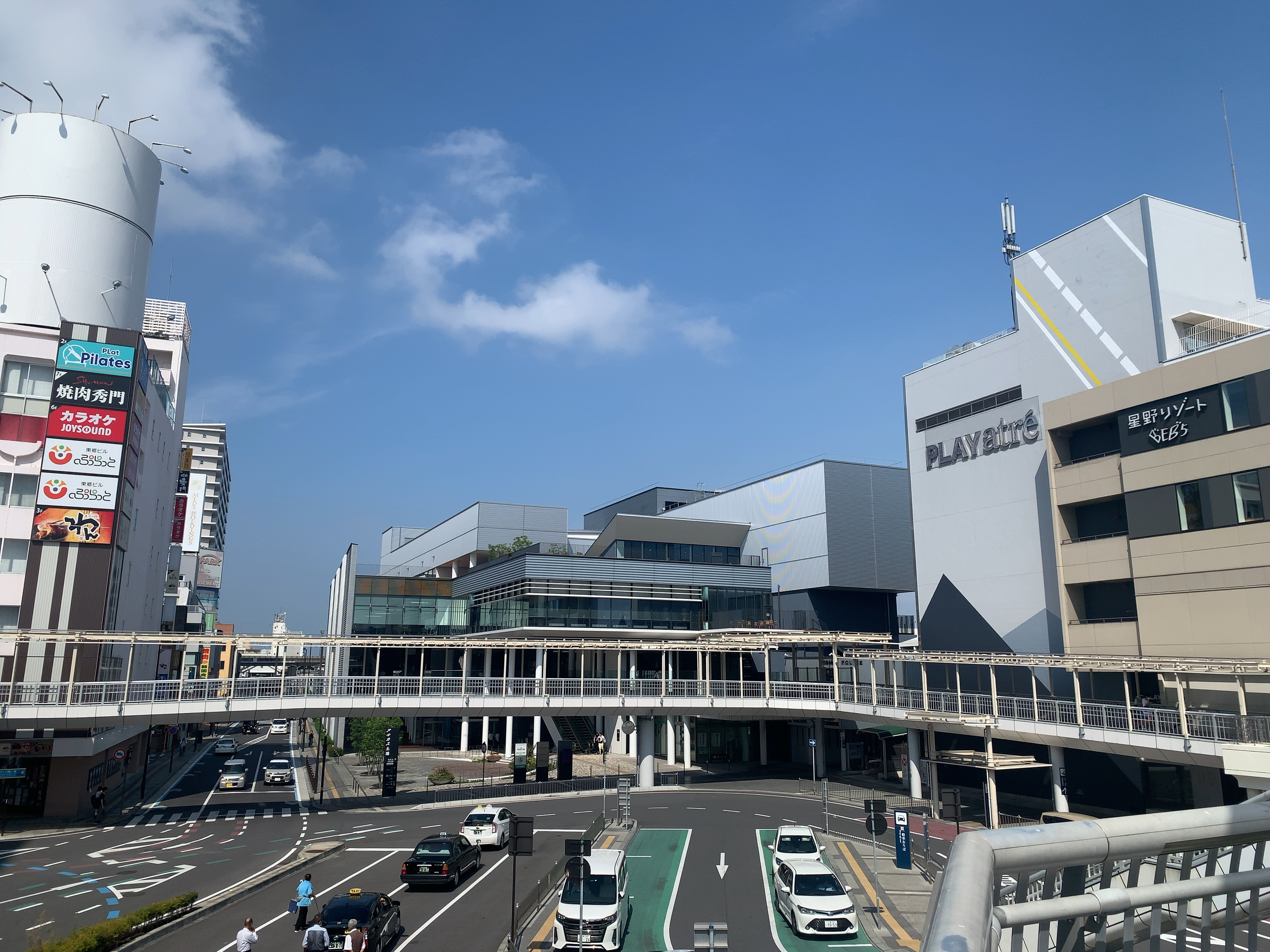
土浦駅前

土浦市（つちうらし）は、茨城県の県南地域に位置する市。業務核都市、国際会議観光都市に指定されている。
隣接するつくば市を中心としたつくば都市圏に含まれている。

## 概要
茨城県発足から県南地域の商業・行政の中心的な役割を担っていた町である。1918年（大正7年）の筑波鉄道（旧：関東鉄道筑波線、1987年廃止）の開通、東隣の稲敷郡阿見村（現在の阿見町の一部）に1929年（昭和4年）に海軍航空隊が設置されたことなどによって交通の要衝となり、料亭や遊廓その他休養施設が多かったこともあって、終戦に至るまで海軍の町（軍都）でもあった。戦後は、土浦駅西口（市中心部）に小網屋（1999年閉店）、京成百貨店（1989年閉店）、丸井（2003年閉店）、西友（1997年閉店）、イトーヨーカドー（2013年閉店）などの百貨店や大型店舗が立地するなど商都として発展を遂げたが、現在のつくば市域における筑波研究学園都市の開発、1990年代以降のモータリゼーションの普及や郊外型店舗の増加により、土浦駅前では上記大型商業施設が相次いで撤退した。かつては土浦駅前のバスターミナルは地域最多のバス発着起点であり、現在も土浦には国や県の行政機関が立地している。また、桜川からほど近い 桜町二丁目は北関東最大の風俗街（ソープランド街）となっている。
市内では、日本三大花火の一つである土浦全国花火競技大会が毎年11月に開催される。また、レンコンが特産品であることと、海軍に縁があり飛行船「ツェッペリン伯号」が飛来した際にカレーを振舞ったことから、レンコンを入れたカレー「ツェッペリンカレー」で町おこしを行っている。

### 地理
- 県庁所在地（水戸市）より約35km。
- 東京から約65km。
- 湖沼：霞ヶ浦
- 河川：桜川・花室川・備前川
- 山：筑波山地
- 可住地面積：100.97km2
- 可住地人口密度：1420人/km2
- 昼夜間人口比率：110.3%
- 昼間人口：158,168人

### 気候
| 土浦（1991年 - 2020年）の気候      | 土浦（1991年 - 2020年）の気候 | 土浦（1991年 - 2020年）の気候 | 土浦（1991年 - 2020年）の気候 | 土浦（1991年 - 2020年）の気候 | 土浦（1991年 - 2020年）の気候 | 土浦（1991年 - 2020年）の気候 | 土浦（1991年 - 2020年）の気候 | 土浦（1991年 - 2020年）の気候 | 土浦（1991年 - 2020年）の気候 | 土浦（1991年 - 2020年）の気候 | 土浦（1991年 - 2020年）の気候 | 土浦（1991年 - 2020年）の気候 | 土浦（1991年 - 2020年）の気候 |
| 月                                 | 1月                           | 2月                           | 3月                           | 4月                           | 5月                           | 6月                           | 7月                           | 8月                           | 9月                           | 10月                          | 11月                          | 12月                          | 年                            |
| ---------------------------------- | ----------------------------- | ----------------------------- | ----------------------------- | ----------------------------- | ----------------------------- | ----------------------------- | ----------------------------- | ----------------------------- | ----------------------------- | ----------------------------- | ----------------------------- | ----------------------------- | ----------------------------- |
| 最高気温記録 °C （°F）             | 18.3 (64.9)                   | 24.1 (75.4)                   | 26.7 (80.1)                   | 29.0 (84.2)                   | 34.0 (93.2)                   | 38.0 (100.4)                  | 38.1 (100.6)                  | 38.5 (101.3)                  | 37.1 (98.8)                   | 33.7 (92.7)                   | 25.7 (78.3)                   | 25.1 (77.2)                   | 38.5 (101.3)                  |
| 平均最高気温 °C （°F）             | 9.4 (48.9)                    | 10.1 (50.2)                   | 13.4 (56.1)                   | 18.6 (65.5)                   | 22.9 (73.2)                   | 25.4 (77.7)                   | 29.4 (84.9)                   | 31.0 (87.8)                   | 27.1 (80.8)                   | 21.6 (70.9)                   | 16.4 (61.5)                   | 11.6 (52.9)                   | 19.7 (67.5)                   |
| 日平均気温 °C （°F）               | 4.0 (39.2)                    | 4.8 (40.6)                    | 8.2 (46.8)                    | 13.2 (55.8)                   | 17.8 (64)                     | 21.0 (69.8)                   | 24.9 (76.8)                   | 26.2 (79.2)                   | 22.8 (73)                     | 17.3 (63.1)                   | 11.5 (52.7)                   | 6.3 (43.3)                    | 14.8 (58.6)                   |
| 平均最低気温 °C （°F）             | −0.9 (30.4)                   | −0.1 (31.8)                   | 3.2 (37.8)                    | 8.3 (46.9)                    | 13.5 (56.3)                   | 17.6 (63.7)                   | 21.5 (70.7)                   | 22.9 (73.2)                   | 19.4 (66.9)                   | 13.5 (56.3)                   | 6.9 (44.4)                    | 1.5 (34.7)                    | 10.6 (51.1)                   |
| 最低気温記録 °C （°F）             | −7.6 (18.3)                   | −7.1 (19.2)                   | −4.9 (23.2)                   | −1.6 (29.1)                   | 3.6 (38.5)                    | 10.1 (50.2)                   | 13.4 (56.1)                   | 16.0 (60.8)                   | 8.8 (47.8)                    | 2.7 (36.9)                    | −1.9 (28.6)                   | −6.5 (20.3)                   | −7.6 (18.3)                   |
| 降水量 mm （inch）                 | 48.8 (1.921)                  | 45.8 (1.803)                  | 90.5 (3.563)                  | 105.1 (4.138)                 | 121.3 (4.776)                 | 123.5 (4.862)                 | 123.6 (4.866)                 | 99.1 (3.902)                  | 171.9 (6.768)                 | 177.7 (6.996)                 | 74.8 (2.945)                  | 47.4 (1.866)                  | 1,229.3 (48.398)              |
| 平均降水日数 （≥1.0 mm）           | 4.8                           | 5.4                           | 9.4                           | 10.0                          | 10.7                          | 11.7                          | 10.4                          | 7.5                           | 10.8                          | 10.6                          | 7.3                           | 5.4                           | 104.0                         |
| 平均月間日照時間                   | 196.6                         | 176.6                         | 180.8                         | 184.7                         | 180.3                         | 128.5                         | 150.3                         | 181.5                         | 136.6                         | 136.5                         | 151.4                         | 174.4                         | 1,978.2                       |
| 出典1：Japan Meteorological Agency |                               |                               |                               |                               |                               |                               |                               |                               |                               |                               |                               |                               |                               |
| 出典2：気象庁                      |                               |                               |                               |                               |                               |                               |                               |                               |                               |                               |                               |                               |                               |

#### 隣接している市町村
（霞ヶ浦を隔てて隣接している市町村を除く）
- 牛久市
- つくば市
- かすみがうら市
- 石岡市
- 稲敷郡：阿見町

### 人口
人口は、茨城県内では第5位（令和元年6月茨城県の人口と世帯）
| |                                        |  |
| 土浦市と全国の年齢別人口分布（2005年） | 土浦市の年齢・男女別人口分布（2005年） |  |
| ■紫色 ― 土浦市 ■緑色 ― 日本全国 | ■青色 ― 男性 ■赤色 ― 女性              |  |
| 土浦市（に相当する地域）の人口の推移 \| 1970年（昭和45年） \| 98,313人 \| \| \| 1975年（昭和50年） \| 112,577人 \| \| \| 1980年（昭和55年） \| 121,300人 \| \| \| 1985年（昭和60年） \| 129,236人 \| \| \| 1990年（平成2年） \| 137,053人 \| \| \| 1995年（平成7年） \| 141,862人 \| \| \| 2000年（平成12年） \| 144,106人 \| \| \| 2005年（平成17年） \| 144,060人 \| \| \| 2010年（平成22年） \| 143,839人 \| \| \| 2015年（平成27年） \| 140,804人 \| \| \| 2020年（令和2年） \| 142,074人 \| \| |                                        |  |
| 総務省統計局 国勢調査より |                                        |  |
| 1970年（昭和45年） | 98,313人                               |  |
| 1975年（昭和50年） | 112,577人                              |  |
| 1980年（昭和55年） | 121,300人                              |  |
| 1985年（昭和60年） | 129,236人                              |  |
| 1990年（平成2年） | 137,053人                              |  |
| 1995年（平成7年） | 141,862人                              |  |
| 2000年（平成12年） | 144,106人                              |  |
| 2005年（平成17年） | 144,060人                              |  |
| 2010年（平成22年） | 143,839人                              |  |
| 2015年（平成27年） | 140,804人                              |  |
| 2020年（令和2年） | 142,074人                              |  |

### 人口動態概要
2025年現在約14万人となっている。1994年に14万人台に到達してからは今日まで横ばいで推移している。かつては都内への通勤需要による人口流入が多かったが、都心回帰により通勤者数は大幅に減少している一方で、つくば都市圏の一角としての人口流入が近年は見られるようになっている。(上記の事情もあり同じ常磐線沿線の龍ケ崎市や取手市では人口減少に直面している中、土浦市の人口は横ばいで推移している)
| 実施年 | 土浦市人口(人) | 土浦市増加数(人) | 土浦市増加率(%) | 国内増加率(%) | 注釈 |
| ------ | -------------- | ---------------- | --------------- | ------------- | ---- |
| 1950年 | 78,251         | -                | -               | -             |      |
| 1955年 | 81,010         | 2,759            | 3.5             | 7.3           |      |
| 1960年 | 79,778         | 1,232            | 1.5             | 4.6           |      |
| 1965年 | 87,211         | 7,433            | 9.3             | 5.2           |      |
| 1970年 | 98,313         | 11,102           | 12.7            | 5.5           |      |
| 1975年 | 112,577        | 14,264           | 14.5            | 7.9           |      |
| 1980年 | 121,300        | 8,723            | 7.7             | 4.6           |      |
| 1985年 | 129,236        | 7,936            | 6.5             | 3.4           |      |
| 1990年 | 137,053        | 7,817            | 6.1             | 2.1           |      |
| 1995年 | 141,862        | 4,809            | 3.5             | 1.6           |      |
| 2000年 | 144,106        | 2,244            | 1.6             | 1.1           |      |
| 2005年 | 144,060        | 46               | 0.0             | 0.7           |      |
| 2010年 | 143,839        | 221              | 0.2             | 0.2           |      |
| 2015年 | 140,804        | 3,035            | 2.1             | 0.8           |      |
| 2020年 | 142,074        | 1,270            | 0.9             | 0.8           |      |

## 地域

### 地区
市域は市内に設置されている8つの市立中学校の学区ごとに地区分けされており、公民館もこの学区に基づく地区分けごとに設置されている。
- 一中地区 - 市の中心市街地中央部に当たる地区。
- 二中地区 - 市の中心市街地北部に当たる地区。
- 三中地区 - 市の南西部に当たる地区。
- 四中地区 - 市の中心市街地南部に当たる地区。
- 五中地区（上大津地区） - 市の東部に当たる地区。旧・上大津村域。
- 六中地区 - 市の南部に当たる地区。三中・四中地区から分割された。
- 都和地区 - 市の北部に当たる地区。旧・都和村地域。
- 新治地区 - 市の北西部に当たる地区。旧・新治村域。

### 町・字
一中地区
- 中央（ちゅうおう）一・二丁目
- 東崎町（とうざきまち）
- 城北町（じょうほくまち）
- 川口（かわぐち）一・二丁目
- 大和町（やまとちょう）
- 大町（おおまち）
- 大手町（おおてまち）
- 文京町（ぶんきょうちょう）
- 千束町（せんぞくちょう）
- 生田町（いくたまち）
- 立田町（たつたまち）
- 田中町（たなかまち）
- 田中（たなか）一-三丁目
- 虫掛（むしかけ）
- 湖北（こほく）
- 宍塚（ししつか）
- 矢作（やはぎ）
- 飯田（いいだ）
- 佐野子（さのこ）
- 粕毛（かすげ）
- 桜町（さくらまち）一-四丁目
- 有明町（ありあけちょう）
- 港町（みなとまち）一-三丁目
- 蓮河原（はすかわら）
- 蓮河原新町（はすかわらしんまち）
- 滝田（たつた）一・二丁目

二中地区
- 真鍋（まなべ）
- 真鍋（まなべ）一-六丁目
- 東真鍋町（ひがしまなべまち）
- 西真鍋町（にしまなべまち）
- 真鍋新町（まなべしんまち）
- 木田余（きだまり）
- 木田余東台（きだまりひがしだい）一-五丁目
- 木田余西台（きだまりにしだい）
- 殿里（とのさと）
- 若松町（わかまつちょう）
- 東若松町（ひがしわかまつちょう）
- 東都和（ひがしつわ）

三中地区
- 中（なか）
- 中村西根（なかむらにしね）
- 中村南（なかむらみなみ）一-六丁目
- 中村東（なかむらひがし）一-三丁目
- 西根南（にしねみなみ）一-三丁目
- 西根西（にしねにし）一丁目
- 卸町（おろしまち）一・二丁目
- 北荒川沖町（きたあらかわおきまち）
- 中荒川沖町（みなみあらかわおきまち）
- 荒川沖東（あらかわおきひがし）一-三丁目
- 荒川沖西（あらかわおきにし）一・二丁目
- 荒川沖（あらかわおき）
- 荒川本郷（あらかわほんごう）
- 沖新田（おきしんでん）
- 乙戸（おっと）
- 乙戸南（おっとみなみ）一-三丁目
- 小山田（おやまだ）一・二丁目

四中地区
- 下高津（しもたかつ）一-四丁目
- 中高津（なかたかつ）一-三丁目
- 上高津（かみたかつ）
- 上高津新町（かみたかつしんまち）
- 富士崎（ふじさき）一・二丁目
- 小松（こまつ）一-三丁目
- 小松ケ丘町（こまつがおかまち）
- 千鳥ケ丘町（ちどりがおかまち）
- 桜ケ丘町（さくらがおかまち）
- 国分町（こくぶちょう）
- 天川（あまかわ）一・二丁目
- 永国（ながくに）
- 永国東町（ながくにひがしまち）
- 永国台（ながくにだい）

五中地区
- 神立町（かんだつまち）
- 神立中央（かんだつちゅうおう）一-五丁目
- 中神立町（なかかんだつまち）
- 北神立町（きたかんだつまち）
- 神立東（かんだつひがし）一・二丁目
- 手野町（てのまち）
- 菅谷町（すげのやまち）
- 白鳥町（しらとりまち）
- 沖宿町（おきじゅくまち）
- 田村町（たむらまち）
- おおつ野（おおつの）一-八丁目

六中地区
- 大岩田（おおいわた）
- 小岩田東（こいわたひがし）一・二丁目
- 小岩田西（こいわたにし）一・二丁目
- 霞ケ岡町（かすみがおかまち）
- 烏山（からすやま）一-五丁目
- 右籾（みぎもみ）
- 摩利山新田（まりやましんでん）

都和地区
- 都和（つわ）一-四丁目
- 中都町（なかつまち）
- 板谷（いたや）一-七丁目
- 中貫（なかぬき）
- 東中貫町（ひがしなかぬきまち）
- 笠師町（かさしまち）
- 今泉（いまいずみ）
- 粟野町（あわのまち）
- 紫ケ丘（むらさきがおか）
- 小山崎（こやまざき）
- 並木（なみき）一-五丁目
- 東並木町（ひがしなみきまち）
- 西並木町（にしなみきまち）
- 常名（ひたな）

新治地区
- 藤沢（ふじさわ）
- 藤沢新田（ふじさわしんでん）
- 田土部（たどべ）
- 大畑（おおばたけ）
- 上坂田（かみさかた）
- 下坂田（しもさかた）
- 高岡（たかおか）
- 田宮（たみや）
- 永井（ながい）
- 本郷（ほんごう）
- 大志戸（おおしと）
- 小野（おの）
- 東城寺（とうじょうじ）
- 小高（おだか）
- 沢辺（さわべ）

### 住宅団地
高度成長期からバブル期を中心に多数の住宅地開発が行われている。
（主な住宅団地）
- 天川団地
- ウッドノート天川
- ウッドノート荒川沖
- ウッドノート高津台
- おおつ野ヒルズ
- 乙戸南
- 烏山第一団地
- 烏山第二団地
- 上高津団地
- 神立ニュータウン白鳥（白鳥新町）
- 関鉄ニュータウン（西根西）
- 木田余東台
- グリーンヒル土浦（神立町）
- 小岩田西
- グリーンクレスト桜ケ丘
- 桜ケ丘ニュータウン（セキスイハイム）
- 桜の杜
- 仲の杜
- 中村東
- 永国台
- パークシティ土浦（永国東町）
- 藤沢団地
- ライフタウンまりやま（まりやま新町）
- まりやま団地
- 藤川団地（港町）

（主な公営集合住宅団地）
- 大岩田
- 神立
- 都和

### 医療
- 国立病院機構霞ヶ浦医療センター
- 土浦協同病院

## 歴史

### 古代
霞ヶ浦の西に広がるこの地域には古くから人々が活動し、市域には旧石器時代からの遺跡がある。縄文時代には、縄文海進により霞ヶ浦は大きな入り江（古鬼怒湾）となったと考えられており、その周辺に暮らす人々によって多くの貝塚が残された。上高津貝塚（上高津）はその代表である。弥生時代から古墳時代にかけての集落遺跡も多く見つかっており、この地域が多くの人口を有していたことがうかがえる。
后塚古墳や王塚古墳（ともに手野町）、武者塚古墳（上坂田）といった古墳は、ヤマト政権と手を結ぶ豪族の出現を物語る。律令制により常陸国が設けられ、その下に11の郡が置かれたが、現在の土浦市中心部は当時の茨城郡に属し（のちの太閤検地の際に新治郡所属とされた）、市域は筑波郡・河内郡・信太郡にもまたがる。

### 中世
1151年、信太郡西部を中心とする一帯（現在の稲敷郡西部から土浦市・新治郡にかけての広大な地域）に、信太荘が成立。「土浦」という地名は、元徳元年（1329年）、東寺領であった信太荘内の地名として「東寺百合文書」所収の文書に登場するのが初出である。志田荘は、平安時代末期に志田義広が本拠を構え、鎌倉幕府成立後は八田知家が地頭として関わった。以後志田荘は、八田知家の末裔で小田城（現在のつくば市小田）に拠った小田氏の勢力下に置かれた。
室町時代の永享年間（1429年-1441年）、小田氏に属する若泉氏によって土浦城が築かれた。その後、小田氏配下の菅谷氏が城主となり、佐竹氏によって小田城を追われた小田氏治を迎え入れている。土浦城は小田氏の居城となり、小田原征伐まで小田氏が一帯を治めた。

### 近世
小田原征伐後、小田氏は所領を没収され、その旧領は結城秀康の所領の一部となった。慶長6年（1601年）、結城秀康が越前に移転すると、藤井松平家の松平信一が3万5000石で土浦に入封し、土浦藩が成立した。その後、西尾氏・朽木氏が入ったものの、寛文2年（1662年）に若年寄土屋数直が入封。以後、一時期を除いて土浦は土屋氏の城下となった。土屋氏の石高は時期によって変遷があるが、綱吉から吉宗まで4代の将軍のもとで老中を務めた土屋政直の時代に9万5000石まで加増された。
慶長9年（1604年）、水戸街道（陸前浜街道）が整備され、現在の市域には江戸千住方面から水戸方面へ順に、荒川沖宿、中村宿、土浦宿、中貫宿の4つの宿場が置かれた（このほか、土浦宿と中貫宿の間の宿として真鍋宿がある）。街道は土浦の城下町を通っており、本陣・旅籠・問屋が置かれて土浦は宿場町としての性格も具えることになった。土浦は水戸街道と、霞ヶ浦水運が結びつく水陸交通の要地であり、多くの商家が軒を連ねた。土浦は常陸国では水戸に次ぐ第二の都市として繁栄し、1786年の調査では人口3988人を数えている。
土浦では醤油醸造業が盛んになり、野田・銚子とも並び称された（土浦の醤油醸造業の歴史については、2017年現在唯一の業者である柴沼醤油醸造の項目を参照）。江戸時代後期には、土浦の商人層からは国学者色川三中や、天文・地理学者沼尻墨僊が出た。

### 近代
明治維新期、廃藩置県後の明治4年（1871年）に新治県が設置され、土浦はその県庁所在地となった。1875年（明治8年）に新治県は分割され、土浦を含む利根川以北は茨城県に編入された。土浦は茨城県南部地域の中心都市として、県庁第一支庁（1875年設置。現在の県南県民センター）、地方裁判所支部（1875年設置）、旧制中学校（旧制土浦中学校、現在の茨城県立土浦第一高等学校。1897年開設）などが置かれた。
1896年（明治29年）から翌1897年にかけて、日本鉄道の手により現在の常磐線が開通（当時の名称は土浦線。1896年に土浦〜友部間、1897年（明治30年）に土浦〜田端間が開通。1906年国有化）。それまでの内陸水運に代わり、鉄道が主な交通手段となる。1918年（大正7年）には土浦〜筑波間に筑波鉄道（筑波鉄道筑波線、のち岩瀬まで延伸。1987年（昭和62年）廃線）が開通し、土浦駅が常磐線との結節点となった。
1938年（昭和13年）6月29日より降り続いた集中豪雨により市内一帯が冠水。国道6号線付近における水位は 8 - 9尺に及んだ。被災者の救出のために軍隊も投入された。
1940年（昭和15年）、土浦町と真鍋町が合併、市制を施行し土浦市が発足した。
第二次世界大戦以前、土浦の南に隣接する稲敷郡阿見町に海軍の飛行場があったことから、土浦は海軍の町であった。1921年（大正10年）に阿見に霞ヶ浦飛行場が完成し、搭乗員養成機関である「霞ヶ浦海軍航空隊」が設置された。海軍関係者や面会者のための料亭や遊郭その他休養施設が現在の桜町に集められ、終戦に至るまで海軍の町としての役割を担った。霞ヶ浦飛行場には、海軍航空兵（海軍飛行予科練習生、通称「予科練」）の教育機関「土浦海軍航空隊」（1940年（昭和15年）開設）が置かれたことで知られる。
1945年（昭和20年）6月10日の空襲では海軍航空隊の兵舎や市街地も爆撃され、予科練習生や近隣住民など約300人が死亡した。

### 現代
第二次世界大戦後から、1950年代に進められた昭和の大合併の中で、土浦市は新治郡都和村・上大津村や、稲敷郡朝日村の一部（荒川沖付近）を編入。
1985年（昭和60年）の国際科学技術博覧会（通称科学万博）が現在のつくば市で開催されたことにより、インフラ整備が進む。
平成の大合併の中で、2006年（平成18年）に新治村を編入。2014年（平成26年）2月10日には、土浦市長とつくば市長が合同記者会見を開き、両市の合併・中核市への発展を視野に入れた定期的な勉強会の開催が発表されたが、2017年（平成29年）につくば市側からの申し入れにより勉強会は解消された。

### 土浦の由来
土浦村（現在の稲敷郡美浦村に吸収合併）からそのまま借りたという説、土屋藩の「土」と十一の「浦」の合成地名という説や、「津々浦々」からの転訛などの説がある。

### 行政区域変遷
- 1940年（昭和15年）11月3日 - 新治郡土浦町・真鍋町が新設合併し、土浦市になる。茨城県内では三番目の市制施行。
- 1948年（昭和23年）9月1日 - 朝日村の一部（沖新田と荒川沖・荒川本郷の各一部）と都和村を編入。
- 1954年（昭和29年）11月1日 - 上大津村を編入。
- 2006年（平成18年）2月20日 - 新治村を編入。

## 行政

### 市長
- 安藤真理子（2019年11月22日就任、2期目）

| 代  | 氏名     | 就任日                    | 退任日                    | 備考 |
| --- | -------- | ------------------------- | ------------------------- | ---- |
| 1   | 中山好一 | 1941年（昭和16年）2月6日  | 1943年（昭和18年）2月15日 |      |
| 2   | 福田謹   | 1943年（昭和18年）4月21日 | 1945年（昭和20年）5月30日 |      |
| 3-4 | 原彪     | 1945年（昭和20年）6月26日 | 1947年（昭和22年）1月28日 |      |

| 代    | 氏名       | 就任日                     | 退任日                     | 備考                     |
| ----- | ---------- | -------------------------- | -------------------------- | ------------------------ |
| 5     | 天谷丑之助 | 1947年（昭和22年）4月6日   | 1951年（昭和26年）4月4日   |                          |
| 6-7   | 天谷虎之助 | 1951年（昭和26年）4月24日  | 1959年（昭和34年）4月30日  |                          |
| 8-9   | 天谷丑之助 | 1959年（昭和34年）5月1日   | 1967年（昭和42年）4月29日  |                          |
| 10    | 細田武     | 1967年（昭和42年）4月30日  | 1971年（昭和46年）4月29日  |                          |
| 11    | 箱根宏     | 1971年（昭和46年）4月30日  | 1973年（昭和48年）11月5日  | 贈収賄事件で逮捕され辞職 |
| 12-13 | 野口敏雄   | 1973年（昭和48年）12月16日 | 1981年（昭和56年）12月15日 |                          |
| 14-15 | 箱根宏     | 1981年（昭和56年）12月16日 | 1987年（昭和62年）10月6日  | 任期中に死去             |
| 16-19 | 助川弘之   | 1987年（昭和62年）11月22日 | 2003年（平成15年）11月21日 |                          |
| 20-23 | 中川清     | 2003年（平成15年）11月22日 | 2019年（令和元年）11月21日 |                          |
| 24-25 | 安藤真理子 | 2019年（令和元年）11月22日 |                            |                          |

### 警察・消防
- 茨城県警察
  - 土浦警察署（管轄：土浦市、かすみがうら市）
    - 荒川沖地区交番
    - 神立地区交番
    - 土浦駅前交番
    - 文京町交番
    - 真鍋町交番
    - 新治都和交番
- 土浦市消防本部
  - 土浦消防署
    - 南出張所

  - 荒川沖消防署
  - 神立消防署
  - 新治消防署

### 行財政改革

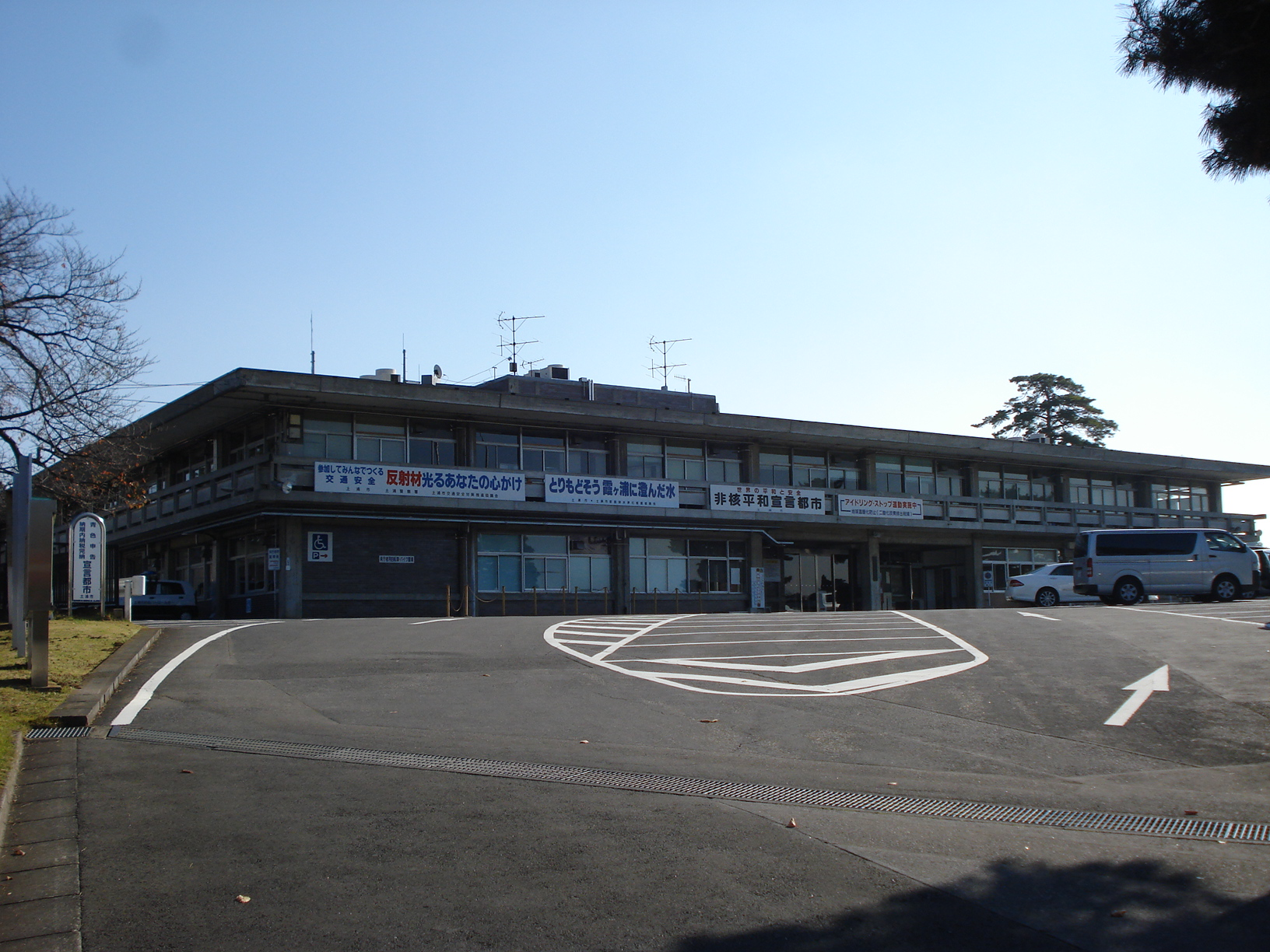
土浦市役所旧庁舎

行財政改革に積極的に取り組んでおり、近年では以下の実績がみられる。
- 事業仕分けの実施（茨城県内初）
- 職員定数削減 2006年（平成18年度の職員数）と2010年（平成22年度の職員数）を比較すると、5年間で1,146人から1,045人と100人を超す削減が行われている。
- 議員定数の削減 2007年（平成19年）4月に行われた選挙から、議員定数が32名から28名に削減された。さらに2019年（平成31年）には24名となった。
- 市債残高の削減 2005年（平成17年）度決算で926億円残高があったが、2009年（平成21年度）決算では798億円と約128億円の削減が行われている。
- 土浦市住宅公社の解散
- 土浦市土地開発公社の保有用地削減
- 指定管理者制度の導入

2012年（平成24年）8月24日には、下高津一丁目20番35号にある老朽化した市庁舎について、JR土浦駅前の2013年（平成25年）2月に閉店したイトーヨーカドー土浦店の跡地に移転することが決定した。新市庁舎は、2015年（平成27年）9月に開庁した。

## 司法・行政
独立行政法人および特殊法人も記す。

### 司法機関

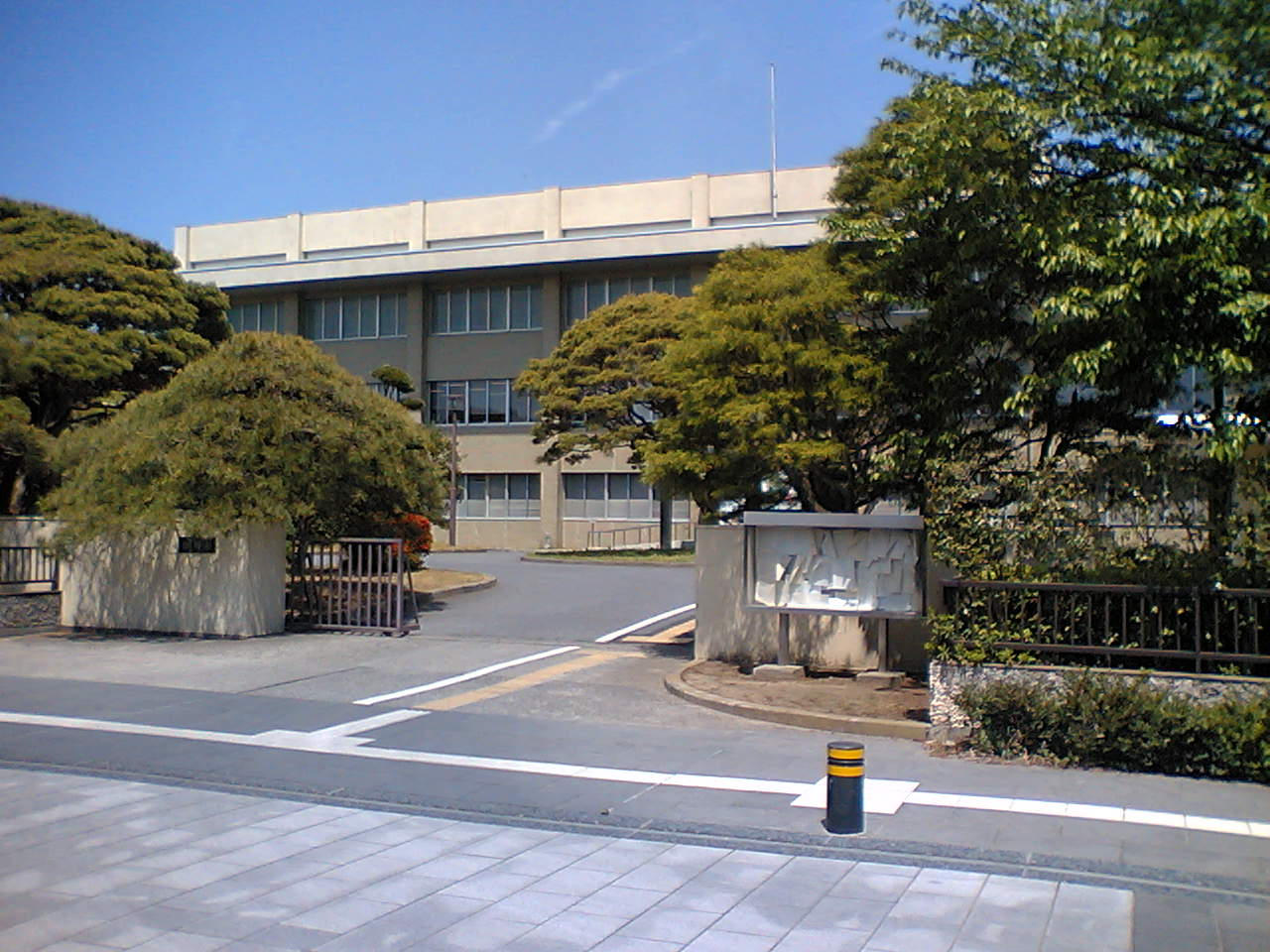
水戸地方・家庭裁判所土浦支部
土浦簡易裁判所（2006年5月）

- 裁判所
  - 水戸地方裁判所土浦支部
  - 水戸家庭裁判所土浦支部
  - 土浦簡易裁判所
  - 土浦検察審査会

### 国の行政機関
- 法務省
  - 水戸地方検察庁土浦支部 - 中央
  - 土浦区検察庁 - 中央
  - 取手区検察庁 - 中央
  - 水戸地方法務局土浦支局 - 下高津
  - 水戸刑務所土浦拘置支所 - 国分町
- 財務省（国税庁）
  - 関東信越国税局土浦税務署 - 城北町
- 厚生労働省
  - 茨城労働局土浦労働基準監督署 - 宍塚
  - 茨城労働局土浦公共職業安定所（ハローワーク土浦） - 宍塚
  - 土浦わかものハローワーク（2022年3月をもって閉鎖）
- 国土交通省
  - 関東地方整備局霞ヶ浦河川事務所土浦出張所 - 蓮河原町
  - 関東地方整備局常総国道事務所 - 川口
  - 関東地方整備局常陸河川国道事務所土浦国道出張所 - 沖新田
  - 関東地方整備局霞ヶ浦導水工事事務所 - 下高津
  - 関東運輸局茨城運輸支局土浦自動車検査登録事務所 - 卸町
- 防衛省
  - 陸上自衛隊霞ヶ浦駐屯地（霞ヶ浦飛行場） - 右籾町
    - 関東補給処
    - 陸上自衛隊航空学校霞ヶ浦校

  - 航空自衛隊霞ヶ浦分屯基地 - 右籾
    - 第1高射群第3高射隊

  - 自衛隊茨城地方協力本部土浦地域事務所 - 川口

※災害派遣は古河駐屯地（古河市）の陸上自衛隊第1施設団が担当

### 独立行政法人
- 国立病院機構霞ヶ浦医療センター - 下高津
- 自動車技術総合機構関東検査部土浦事務所 - 卸町

### 特殊法人
- 日本政策金融公庫土浦支店 - 中央
- 日本年金機構土浦年金事務所 - 下高津
- 日本年金機構街角の年金相談センター土浦 - 桜町
- 日本貨物鉄道関東支社土浦営業所 - 有明町

### 県の行政機関
- 県南県民センター
- 県南家畜保健衛生所
- 県南教育事務所
- 県南生涯学習センター
- 県南食肉衛生検査所
- 県南水道事務所
- 県南農林事務所
- いばらき就職支援センター
- 土浦保健所
- 土浦県税事務所
- 土浦児童相談所
- 土浦土地改良事務所
- 土浦土木事務所
- 霞ケ浦北浦水産事務所
- 霞ケ浦流域下水道事務所
- 霞ケ浦環境科学センター

## 議会

### 市議会
- 定数：24名[19]
- 任期：2023年（令和5年）5月1日 - 2027年 (令和9年) 4月30日[20]
- 議長：島岡宏明（新勇会）
- 副議長：鈴木一彦（新勇会）

| 会派名               | 議席数 | 議員名（◎は代表）                                                             |
| -------------------- | ------ | ----------------------------------------------------------------------------- |
| 郁政会               | 8      | ◎海老原一郎、篠塚昌毅、小坂博、下村壽郎、今野貴子、勝田達也、矢口勝雄、奥谷崇 |
| 公明党土浦市議団     | 4      | ◎平石勝司、吉田千鶴子、目黒英一、根本法子                                     |
| 新勇会               | 4      | ◎島岡宏明、鈴木一彦、田中義法、菅井歩美                                       |
| 政新会               | 2      | ◎寺内充、竹内裕                                                               |
| 日本共産党土浦市議団 | 2      | ◎古沢喜幸、福田勝夫                                                           |
| 社民党土浦           | 1      | ◎平岡房子                                                                     |
| 無所属               | 3      | 滝田賢治、吉田直起、栁澤健二                                                  |
| 計                   | 24     | （欠員なし）                                                                  |

### 県議会
- 定数：3名
- 選挙区：土浦市選挙区
- 任期：2023年（令和5年）1月8日 - 2027年（令和9年）1月7日[21]（「2022年茨城県議会議員選挙」参照）

| 議員名   | 会派名         | 当選回数 |
| -------- | -------------- | -------- |
| 高橋直子 | いばらき自民党 | 2        |
| 伊沢勝徳 | いばらき自民党 | 6        |
| 八島功男 | 公明党         | 4        |

### 衆議院
- 選挙区：茨城6区（土浦市、石岡市、つくば市、かすみがうら市、つくばみらい市、小美玉市（旧玉里村域））
- 任期：2021年10月31日 - 2025年10月30日
- 当日有権者数：454,712人
- 投票率：53.62%

| 当落 | 候補者名 | 年齢 | 所属党派   | 新旧別 | 得票数    | 重複 |
| ---- | -------- | ---- | ---------- | ------ | --------- | ---- |
| 当   | 国光文乃 | 42   | 自由民主党 | 前     | 125,703票 | ○    |
| 比当 | 青山大人 | 42   | 立憲民主党 | 前     | 113,570票 | ○    |

## 姉妹都市・提携都市
土浦市ウェブサイトは、国際交流先として姉妹都市1市・友好都市2市を挙げる。地名表記は土浦市ウェブサイトによる。

### 姉妹都市
- パロアルト市（アメリカ・カリフォルニア州）[22][23]
  - 2009年4月7日 - 姉妹都市締結[22][23]

シリコンバレーの北部端にあり、スタンフォード大学や、ヒューレット・パッカード本社等の複数のハイテク企業が所在。1993年、旧新治村と中学生交換交流事業を開始。新治村に進出した、パロアルトに本社を置く企業の仲介による。新治村と土浦市の合併後も交流が続き、2008年にパロアルト市から姉妹都市提携の提案がなされる。

### 友好都市
- フリードリッヒスハーフェン市（ドイツ）[24]
  - 1994年7月21日 - 友好交流宣言[24]

ツェッペリン伯による飛行船開発の地。1929年、飛行船ツェッペリン伯号が土浦を訪問した縁（霞ヶ浦の歴史#軍事・航空参照）。ともに湖に面し（フリードリッヒスハーフェン市はボーデン湖に面する）、水質浄化の取り組みなど課題を共有することから。
- 台南市（台湾）[25]
  - 2023年4月7日 - 友好交流協定[24]

### 交流都市
- 天童市（山形県） 
  - 2000年（平成12年）12月16日 「相互交流に関する協定書」締結[26][27]

江戸時代末期、現在の天童市域にあった8か村が土浦藩領だったことなどが縁（東村山郡#歴史参照）。観光交流や、「天童フェア」における物産販売などが行われている。

### その他
以下のグループに所属している。
- 全国花火サミット
- カレー五大都市カレーサミット

## 経済
ヒューム管製造の中川ヒューム管工業を中心とする中川グループの企業城下町であったが、昭和40年代に土浦市と千代田村（現:かすみがうら市）をまたがる神立工業団地が造成され、企業（日立建機等）の進出が加速された。これらは土浦市の経済的基盤となっている。

### 金融
地方銀行である筑波銀行の本店所在地である（本部機能は筑波銀行発足時につくば市へ移転）。また、筑波銀行の前身の一つである関東つくば銀行の本店所在地でもあった。土浦市の指定金融機関は、同じく茨城県の地方銀行である常陽銀行となっている。
- 都市銀行
  - 三菱UFJ銀行（旧：UFJ銀行←三和銀行）
  - りそな銀行（旧：あさひ銀行←協和銀行）
- 地方銀行
  - 筑波銀行
  - 常陽銀行
- 第二地方銀行
  - 東日本銀行
- 信用金庫
  - 水戸信用金庫
- 信用組合
  - 茨城県信用組合
- 労働金庫
  - 中央労働金庫
- 政府系金融機関
  - 日本政策金融公庫
- 証券会社
  - みずほ証券
  - 水戸証券

### 工業
製造品出荷額は723,963百万円であり、全国で第99位、茨城県内では第5位の規模となっている（2006年）。市北部に神立工業団地、テクノパーク土浦北、東筑波新治工業団地などの工業団地がある。
| 神立工業団地立地企業 - 日立製作所グループ - 日立アプライアンス - 日立プラントテクノロジー - 日立建機 - 日立電線 - 日立セメント - コカ・コーライーストジャパンプロダクツ - 東レ - 積水樹脂 - 株木建設 - 東京精密 - ロンシール工業 - 東京製綱 - アイメタルテクノロジー - オリエンタルモーター 等 | テクノパーク土浦北立地企業 - リクシル - ノーリツ 等 東筑波新治工業団地立地企業 - 東北特殊鋼 - フルヤ金属 等 その他大規模工業系企業 - プリマハム 等 |

### 商業

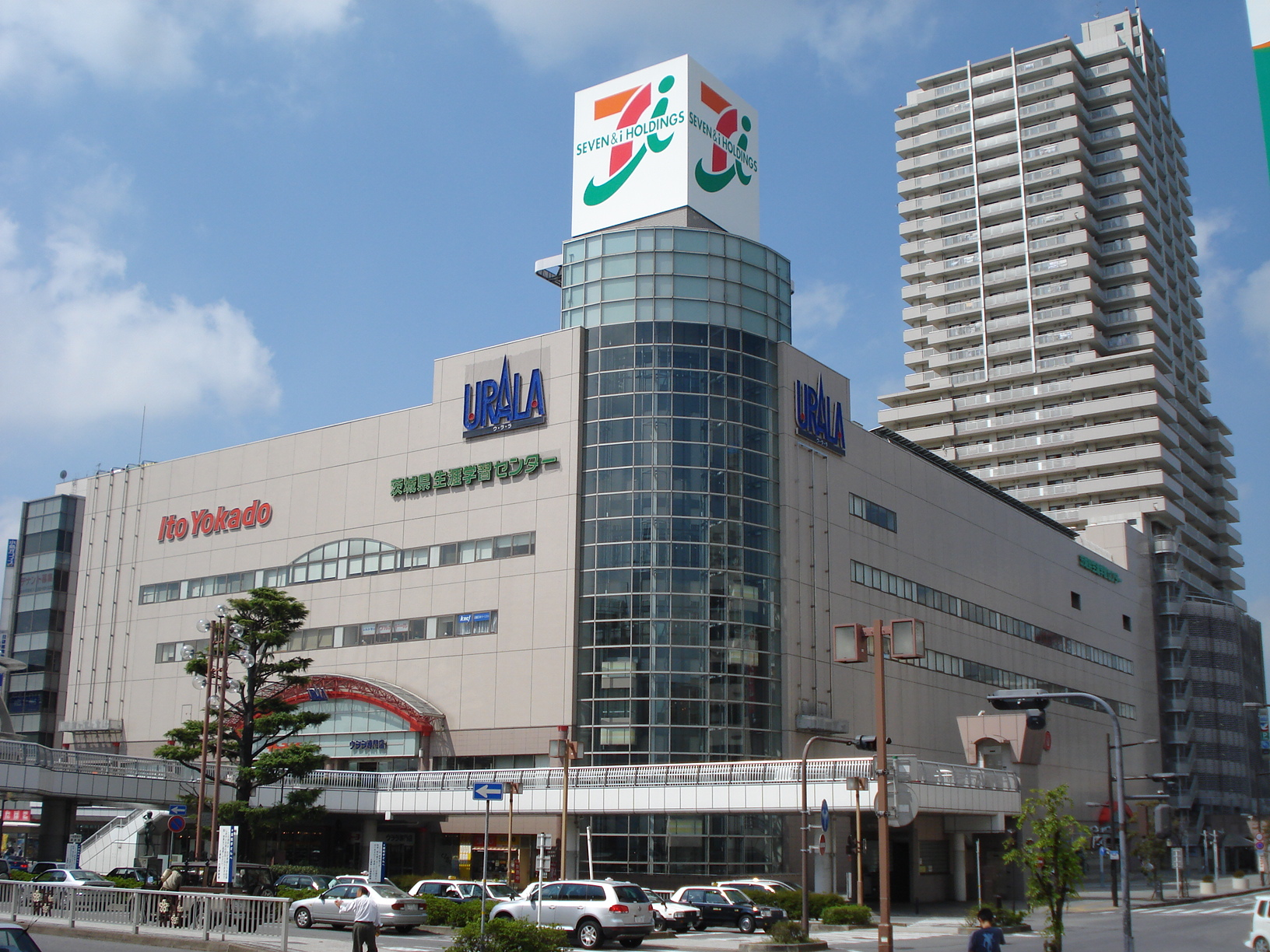
土浦駅西口再開発ビル「ウララ」
※写真はヨーカドーキーテナント時代のもの。
現在は土浦市役所本庁舎となっている。

1990年代以降、土浦駅周辺を中心に減退傾向にあったが、商業統計調査結果によると、2004年から2007年にかけては卸売・小売ともに年間販売額が微増となり、市全体としては下げ止まりの状況となっている。卸売販売額は372,667百万円（2007年）、小売販売額は201,606百万円（2007年）であり、いずれも茨城県内では3位の規模となっている。また、2009年5月にはイオン土浦ショッピングセンター（現:イオンモール土浦）が開業。
土浦駅周辺では、1997年に、土浦駅西口の再開発ビル「ウララ」（中心地の別の場所にあったイトーヨーカ堂が主なテナントとして移転）が完成したが、1996年以降西友や地場百貨店小網屋、京成百貨店、東武ホテルが閉店、2003年には丸井、2007年3月には京成ホテルが閉店となり、モータリゼーションの発達や規制緩和による郊外型店舗増加等の影響を受け、駅周辺の空洞化が進んでいる。現在、旧東武ホテルの建物は大幅改装されビジネスホテルに、丸井が撤退したビルはリニューアルされ、飲食店やフィットネスジムなどが入居している。西友跡地・小網屋跡地ではマンションが建設された。また、土浦駅ビル「WING（ウイング）」も売上げの低迷により2008年7月に営業を終了したが、2009年7月、「ペルチ土浦」としてリニューアルオープン、更に2018年3月に「プレイアトレ土浦」に改称している。そして、ウララ自体も駅周辺の空洞化の影響を受け、2013年2月17日に医療機関など一部を残し営業を終了した。その後、2015年9月、かねてより老朽化と利便性の悪さが問題となっていた土浦市役所本庁舎をウララに移転、その際、地下1階のフロア全体と地上フロアの一部を商業スペースとし、地下1階にはカスミ土浦駅前店（2代目）とダイソー土浦駅前店、その他地下階と地上フロアに専門店がテナント入居している。西口の歓楽街である桜町は北関東最大の風俗街で、ソープランドの店舗数は川崎市堀之内に次いで関東で2番目に多い。
ブックオフ土浦真鍋店は二階建ての大型ブックオフであり、関東最大級の古本店である駅前のつちうら古書倶楽部と並ぶ市民のオアシスであったが、惜しまれつつも閉店となってしまった。
2024年（令和6年）4月1日、茨城県暴力団排除条例が改正され、暴力団排除特別強化地域として川口一丁目のうち1番、桜町一丁目、桜町二丁目、桜町三丁目並びに大和町のうち7番及び8番が指定された。地域内では特定営業者および暴力団員に対して禁止行為（みかじめ料の支払い・受取など）が定められ、違反者には罰金が課せられることとなった。

荒川沖駅周辺では、平屋建てのカスミ荒川沖店（旧）を中心とした西口商店街が優勢だったが、1981年の荒川沖ショッピングセンター「さんぱる」オープン（東口）をきっかけに、一転して西口商店街は衰退の一途をたどり、カスミ荒川沖店は立地条件の悪さもあり撤退を余儀なくされている。その後、西口の再開発事業によって再開発ビル「さらさ荒川沖」が完成したものの、ひたち野うしく駅の開業等により、周辺部のビルも含めてテナントの撤退が相次いでいる。一方「さんぱる」は3階建て、駅との直結性と駐車場の収容台数の多さを兼ね備えた当時は画期的な施設であった。しかし駅とほぼ直結という立地条件もあり一定の集客力を確保していたものの、キーテナントである長崎屋の業績悪化から2010年5月9日にドン・キホーテへ業態転換したが経営的に振るわず2015年1月4日にキーテナントのドン・キホーテが閉店、同月12日には専門店などその他のテナントも閉店し、現在はフットサル用コートの「DO Football Park 荒川沖」となっている。
一方で、駅から離れた郊外の主要道路沿いに、広い駐車場を持つ各種大型店の進出が続いており、真鍋地区にカスミをキーテナントにする駐車場付き大型ショッピングセンター「ピアタウン土浦」があり、その至近にはカドヤ（現・セブン&アイグループ系列のヨークベニマル）及びカワチからなるショッピングセンターが開業した。さらにとりせんが木田余地区にショッピングセンターを、加えてイオン土浦ショッピングセンターが高津地区に開業している。荒川沖駅地区にも、大型ホームセンター「ジョイフル本田」の荒川沖店や、ゼビオドーム（「スーパースポーツゼビオ」がキーテナント）がある。

#### 主なチェーン店
※ 各店の詳細については各個別記事を参照。
- イオン
- エコス
- カスミ（前本社所在地が土浦市）
- ゼビオ
- ダイソー
- とりせん
- ヨークベニマル
- ドン・キホーテ
- ケーズデンキ
- スターバックス
- 丸亀製麺
- 南海部品
- マツモトキヨシ
- ジョイフル本田
- 山新
- ユニクロ
- しまむら
- カワチ薬品
- ツルハドラッグ
- クリエイトエス・ディー
- ジェームス

### 農業
レンコンは日本一の生産量である特産品（茨城県銘柄産地指定）であり、レンコンパウダーを使ったレンコン麺、レンコンサブレなどの加工品販売も行われている。グラジオラス（茨城県銘柄産地指定）などの花きが全国有数の産地となっているほか、米の栽培も多く行われている。

### 漁業
沖宿漁港を拠点として、ワカサギ漁が行われている。

### 土浦市に本社を置く主な企業
- 茨進グループ
- 宇田川コーポレーション
- 関東鉄道
- 柴沼醤油醸造
- ジョイフル本田
- 筑波銀行 - 本部機能はつくば市
- 土浦ケーブルテレビ
- 土浦通運
- 中川ヒューム管工業
- ゆきむら亭
- れんが堂書店 - つちうら古書倶楽部を経営

#### 土浦市発祥の企業
- カスミ - つくば市に移転
- 国分グループ本社 - 東京都中央区に移転
- 筑波書林 - 牛久市に移転
- 鬼澤染物店

## メディア
- 茨城新聞土浦支社
- 読売新聞社土浦支局
- 朝日新聞土浦支局
- 時事通信社土浦支局
- 毎日新聞社土浦通信部
- 東京新聞土浦通信部
- 土浦ケーブルテレビ

## 放送

### ケーブルテレビ
- J:COM茨城

## イメージキャラクター
2010年（平成22年）、市制施行70周年を記念して、市のイメージキャラクター「つちまる」が誕生した。2010年（平成22年）11月3日、市制施行70周年記念式典でデビューし、以後各イベントで活躍中である。2011年（平成23年）2月7日には、つちまるに特別住民票が交付されている。

## スポーツ
- 毎年4月に開催されるかすみがうらマラソンは参加者数が2万人を超え、東京マラソン、大阪マラソン、NAHAマラソン、横浜マラソンに次ぐ規模の大会となっている。第10回大会（2000年）以降、オリンピックメダリストの有森裕子選手が盲人選手の伴走ランナーとして参加している。
- 土浦港にはヨットハーバーがあり、マリンスポーツが盛んである。
- つくばりんりんロード、霞ヶ浦自転車道の起終点となっていることから、県内外からサイクリングでの来訪も多い。
- 朝日峠展望公園にはパラグライダー、ハングライダーのスタート台もあり、スカイスポーツも行われている。
- スポーツで実績をあげている高等学校も多く、常総学院高等学校が甲子園常連校として有名であるほか、土浦日本大学高等学校からはレスリング、柔道、セーリングでオリンピックメダリストを輩出している。
- 水戸市をホームタウンとしている水戸ホーリーホック（J2）の前身は1990年に発足したプリマハム土浦工場の実業団チーム「プリマアセノFC」（後に「プリマハムFC土浦」）である。

## 教育

### 大学
- つくば国際大学
- つくば国際短期大学
- アール医療専門職大学

### 高等学校
| - 茨城県立土浦第一高等学校（※中高併設） - 茨城県立土浦第二高等学校 - 茨城県立土浦第三高等学校 - 茨城県立土浦工業高等学校 - 茨城県立土浦湖北高等学校 | - つくば国際大学高等学校 - 土浦日本大学高等学校 - 常総学院高等学校（※中高併設） - つくば開成高等学校・土浦学習センター |

### 中等教育学校

#### 私立
- 土浦日本大学中等教育学校

### 中学校
| - 茨城県立土浦第一高等学校附属中学校（※中高併設） - 土浦市立土浦第一中学校 - 土浦市立土浦第二中学校 - 土浦市立土浦第三中学校 - 土浦市立土浦第四中学校 - 土浦市立土浦第五中学校 - 土浦市立土浦第六中学校 - 土浦市立都和中学校 | - 常総学院中学校（※中高併設） |

### 義務教育学校

#### 公立
- 土浦市立新治学園義務教育学校

### 小学校
- 土浦市立土浦小学校
- 土浦市立下高津小学校
- 土浦市立東小学校
- 土浦市立大岩田小学校
- 土浦市立真鍋小学校
- 土浦市立都和小学校
- 土浦市立荒川沖小学校
- 土浦市立中村小学校
- 土浦市立土浦第二小学校
- 土浦市立上大津東小学校
- 土浦市立神立小学校
- 土浦市立右籾小学校
- 土浦市立都和南小学校
- 土浦市立乙戸小学校
- 土浦市立菅谷小学校

### 特別支援学校
- 茨城県立土浦特別支援学校（対象は知的障害児）

### 専修学校
- 筑波研究学園専門学校（学校法人筑波研究学園）
- 筑波保育医療専門学校（学校法人沼田学園）旧校名：土浦情報経理専門学校
- アール情報ビジネス専門学校（学校法人筑波学園）
- アール医療福祉専門学校（学校法人筑波学園）
- つくば福祉専門学校（学校法人来栖学園）
- 竹岸食肉専門学校（学校法人竹岸学園）
- 土浦看護専門学校（学校法人 桜水会）
- 朝日国際医療福祉専門学校（学校法人 朝日学院）※2016年4月開校

### 学校教育以外の施設
- 茨城県立土浦産業技術専門学院（職業能力開発促進法に基づく職業能力開発校）

### その他
- 郁文館 - 第七代藩主土屋英直が1799年に、土浦藩士子弟のために設置した藩校。当初は土浦城内に設置されたが、1839年に十代藩主寅直が城下（現在の土浦第一中学校の敷地）に移転。文館と武館からなり、文館では藤森弘庵、武館では大久保要（兵学）、島田虎之助（剣術）、関家（砲術）と一流の講師陣が指導に当たっていた。正門が解体修理され遺されている。
- 土浦市立土浦幼稚園 - 1885年に設立された茨城県で最初の幼稚園で、全国でも数園しかない明治10年代（1877年 - 1886年）に創立し今日まで続いている公立幼稚園の一つである[30]。
- 土浦市立図書館（アルカス土浦）
- 土浦市立博物館
- 土浦市民会館（クラフトシビックホール土浦）

## 交通

### 港湾
- 土浦港（霞ヶ浦の港）

### 鉄道
東日本旅客鉄道（JR東日本）
- 常磐線
  - 荒川沖駅 - 土浦駅 - 神立駅

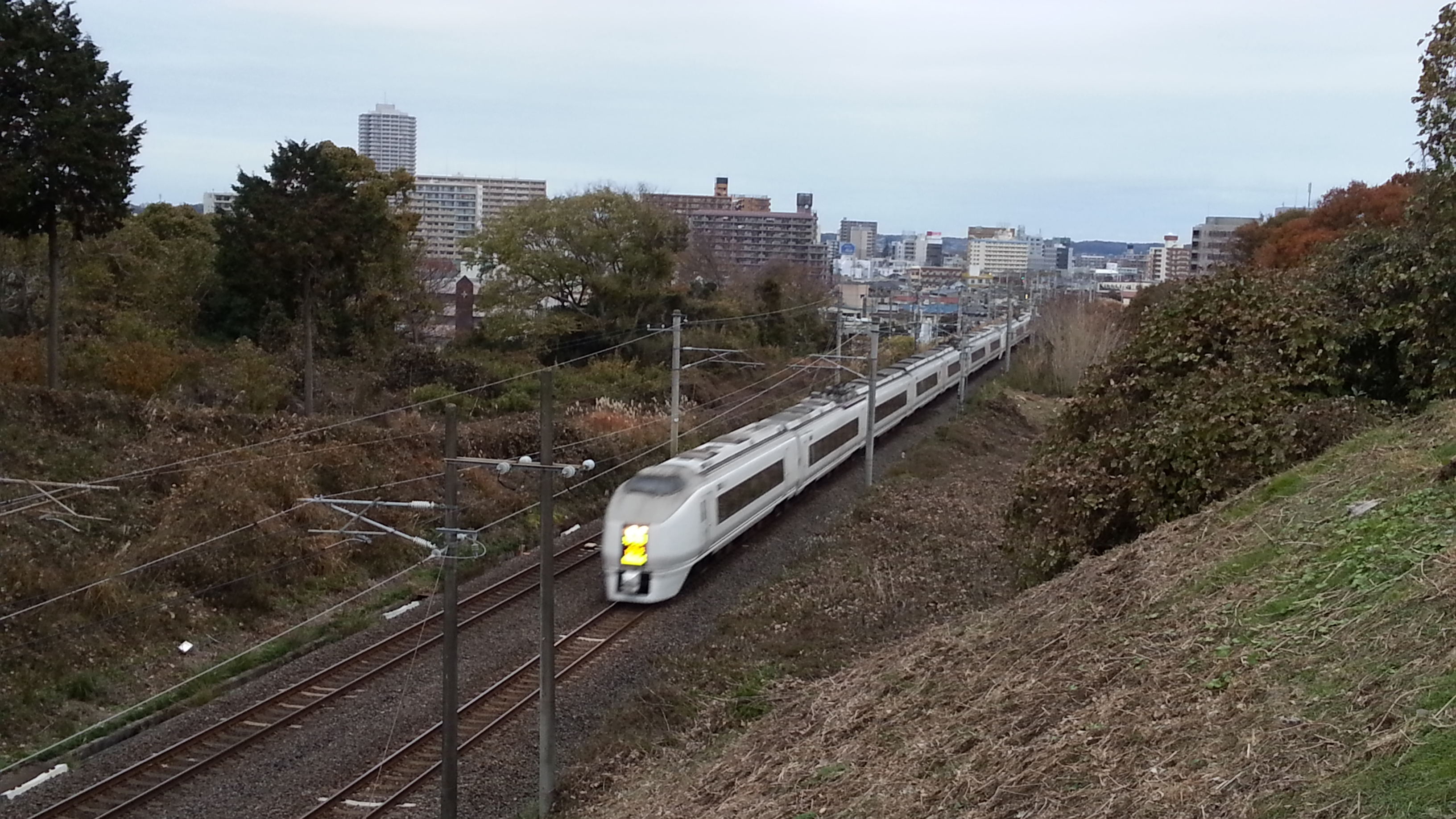
常磐線特急列車（荒川沖―土浦駅間）

2020年（令和2年）3月14日、東日本大震災の影響で不通になっていた富岡駅 - 浪江駅間の復旧（常磐線全線復旧）に伴い、1日1往復のみ乗換不要でいわき駅以北の原ノ町駅・仙台駅方面のアクセスが可能になった。

### 路線バス
関東鉄道によって運行される路線がほとんどである。一部はジェイアールバス関東による。この他、茨城観光自動車の3社（グループ）があったが、茨城観光自動車は撤退している。
- 市内交通

住宅街や教育機関、医療機関等への連絡を扱う路線が、主に土浦駅より運行されている。
- 市外連絡

土浦駅から、おもに稲敷郡阿見町、稲敷郡美浦村、稲敷市、つくば市、下妻市、常総市、かすみがうら市、石岡市などと直接連絡が可能。

#### 高速バス・夜行バス
- 高速バス「NATT'S」 土浦駅〜成田空港
- 高速バス「TMライナー」 土浦駅〜茨城県庁・水戸方面
- 高速バス「わかば号」 竜ヶ崎駅〜土浦市内経由〜茨城県運転免許センター（茨城町）
- 高速バス「TDR・お台場ルート」土浦駅〜東京ディズニーリゾート・東京テレポート駅（お台場）
- 夜行高速バス「よかっぺ号」 水戸駅〜土浦駅経由〜京都・大阪方面

#### コミュニティバス
- まちづくり活性化バス「キララちゃん」（総務省 平成17年度地域づくり総務大臣表彰受賞）
- 土浦市コミュニティ交通「つちまるバス」

### 道路
高速道路としては常磐自動車道が市内を通過しており、茨城県北部・福島県および東京方面への重要な動脈となっている。一般道は国道6号が南北に、国道125号と国道354号が市内を東西に貫く形となっている。
国道6号は、市北部では土浦バイパスが高規格道路として整備されており、全線4車線化されている。南部では学園東大通り入口交差点を中心に渋滞が常態化している。これに対応して牛久土浦バイパスの建設が進められており、学園西大通りから学園東大通りまでが2011年11月より供用されている。また国道6号をアシストする形で、茨城県道25号土浦稲敷線や茨城県道48号土浦竜ヶ崎線の整備が進められている。
国道125号、国道354号は一部暫定で片側1車線の区間があるものの、バイパスの整備が概ね完了している。
つくば市との間を結ぶメインルートは土浦学園線（茨城県道24号土浦境線）であり、土浦駅東口駅前広場からは高架の土浦ニューウェイが延びてこれをつないでいる。

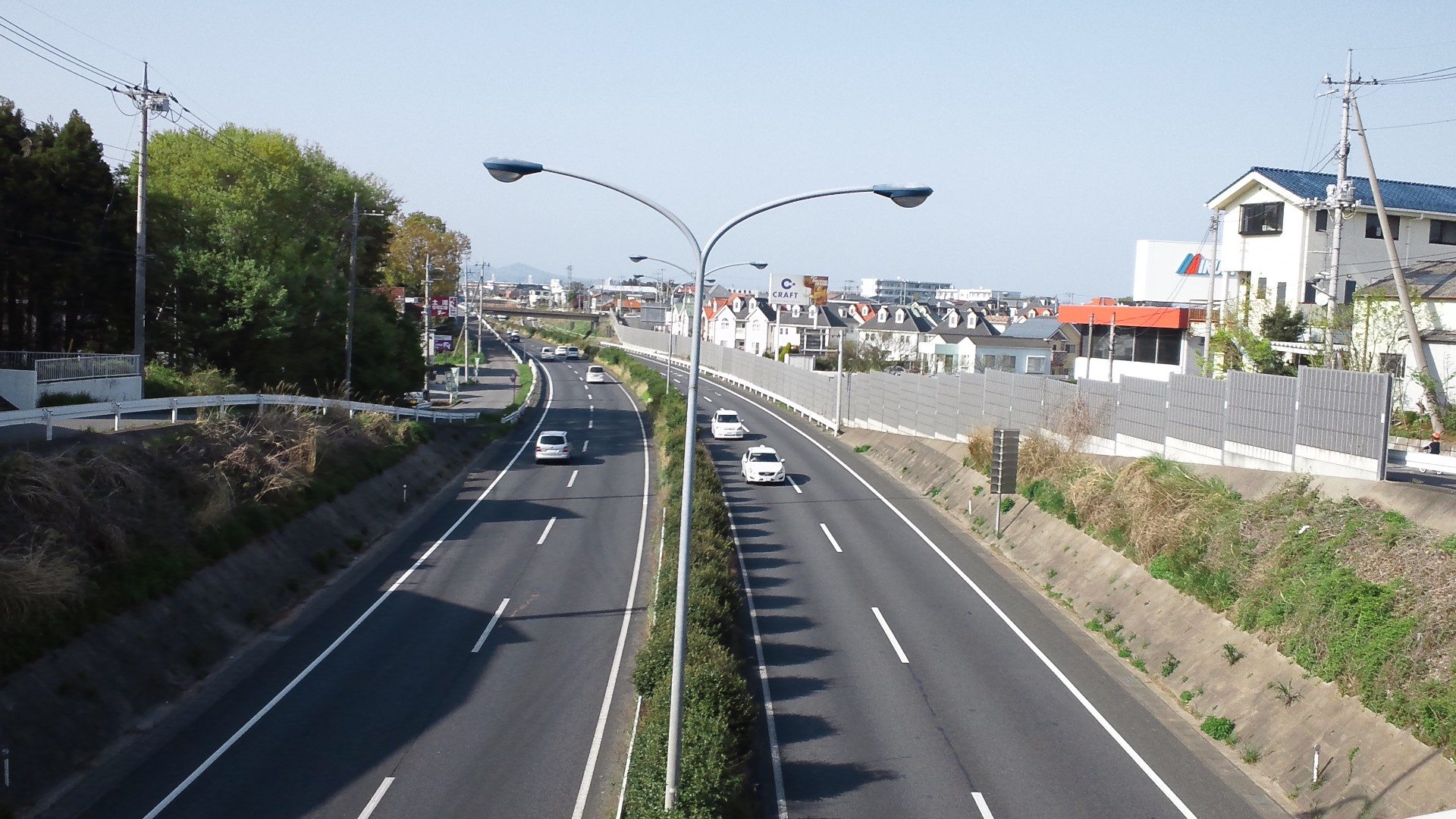
国道6号土浦バイパス
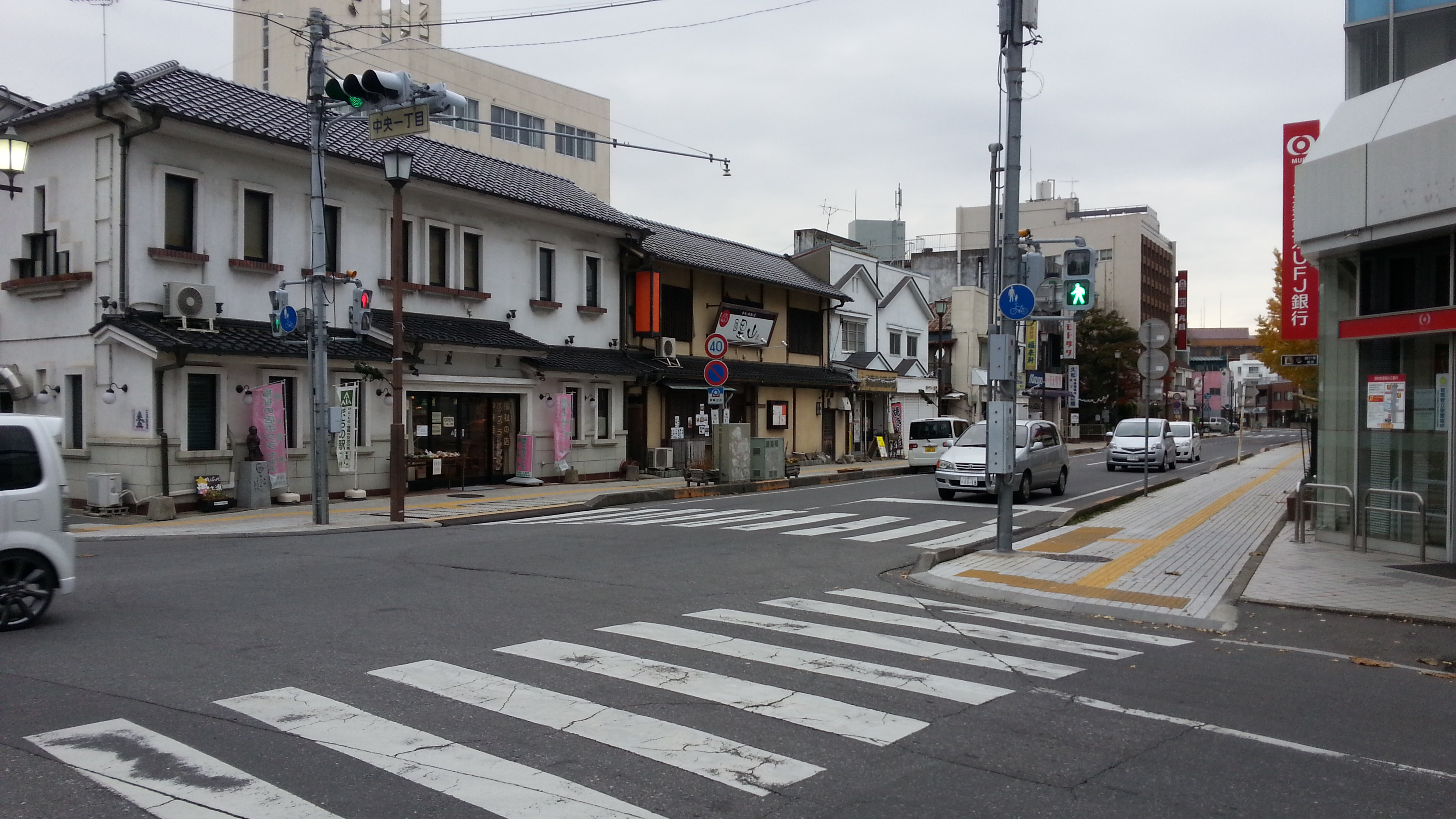
中央一丁目交差点 国道125号と国道354号線（現在は土浦市道）の分岐点となっている
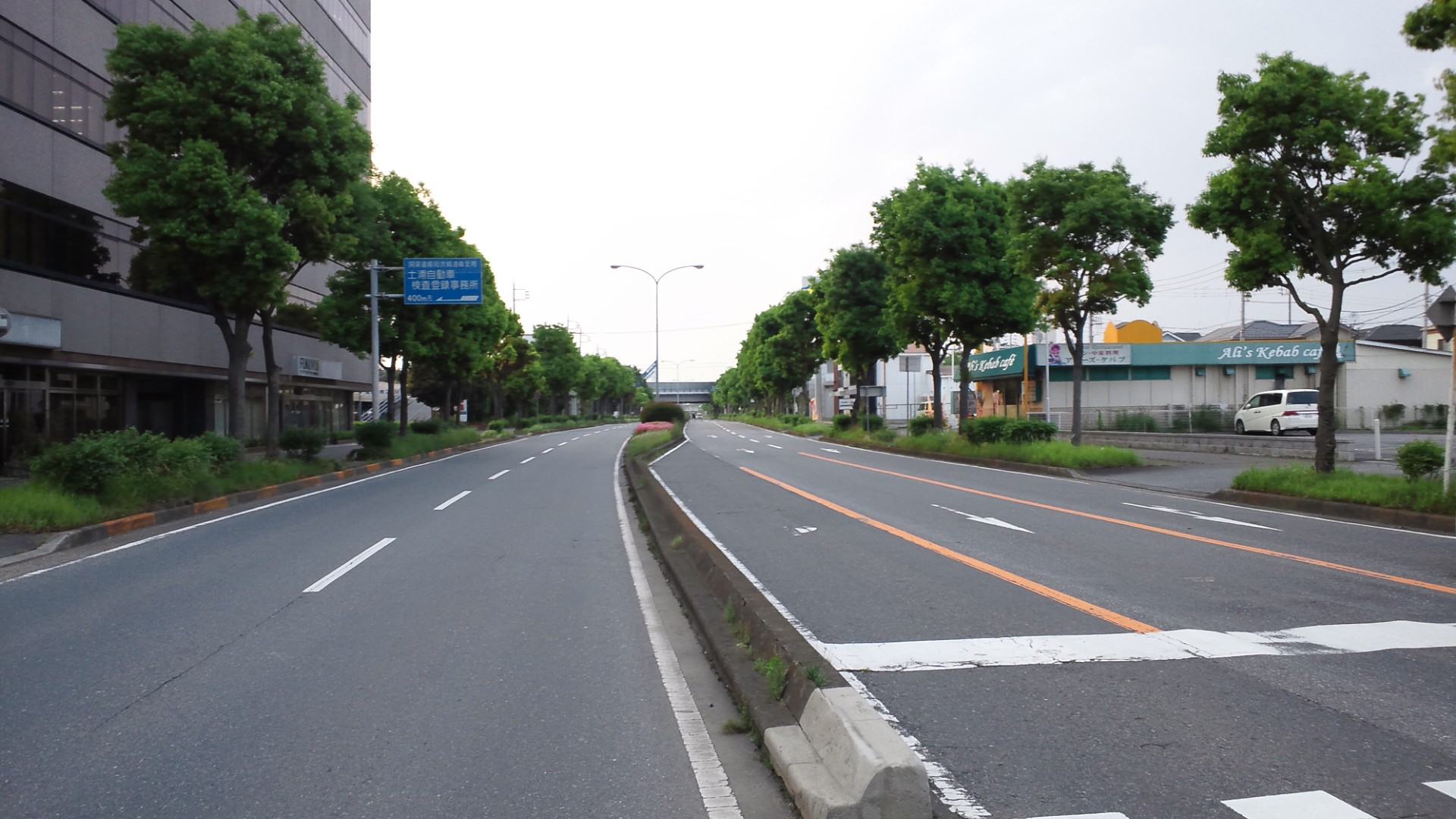
学園東大通り

#### 高速道路
- 常磐自動車道：桜土浦インターチェンジ・土浦北インターチェンジ

#### 一般国道
- 国道6号
  - 北方面 - かすみがうら・石岡・小美玉・茨城・水戸・ひたちなか・東海・日立・高萩・北茨城・いわき・南相馬・相馬・仙台
  - 南方面 - 牛久・龍ケ崎・取手・我孫子・柏・松戸・東京
    - 土浦バイパス
    - 牛久土浦バイパス（整備中）
- 国道125号
  - 東方面 - 美浦・稲敷・香取
  - 西方面 - つくば・下妻・古河
- 国道354号
  - 東方面 - かすみがうら・行方・鉾田
  - 西方面 - つくば・常総・坂東・古河
    - 土浦バイパス

#### 自転車道
- つくば霞ヶ浦りんりんロード（茨城県道505号桜川土浦潮来自転車道線）

#### その他の道路

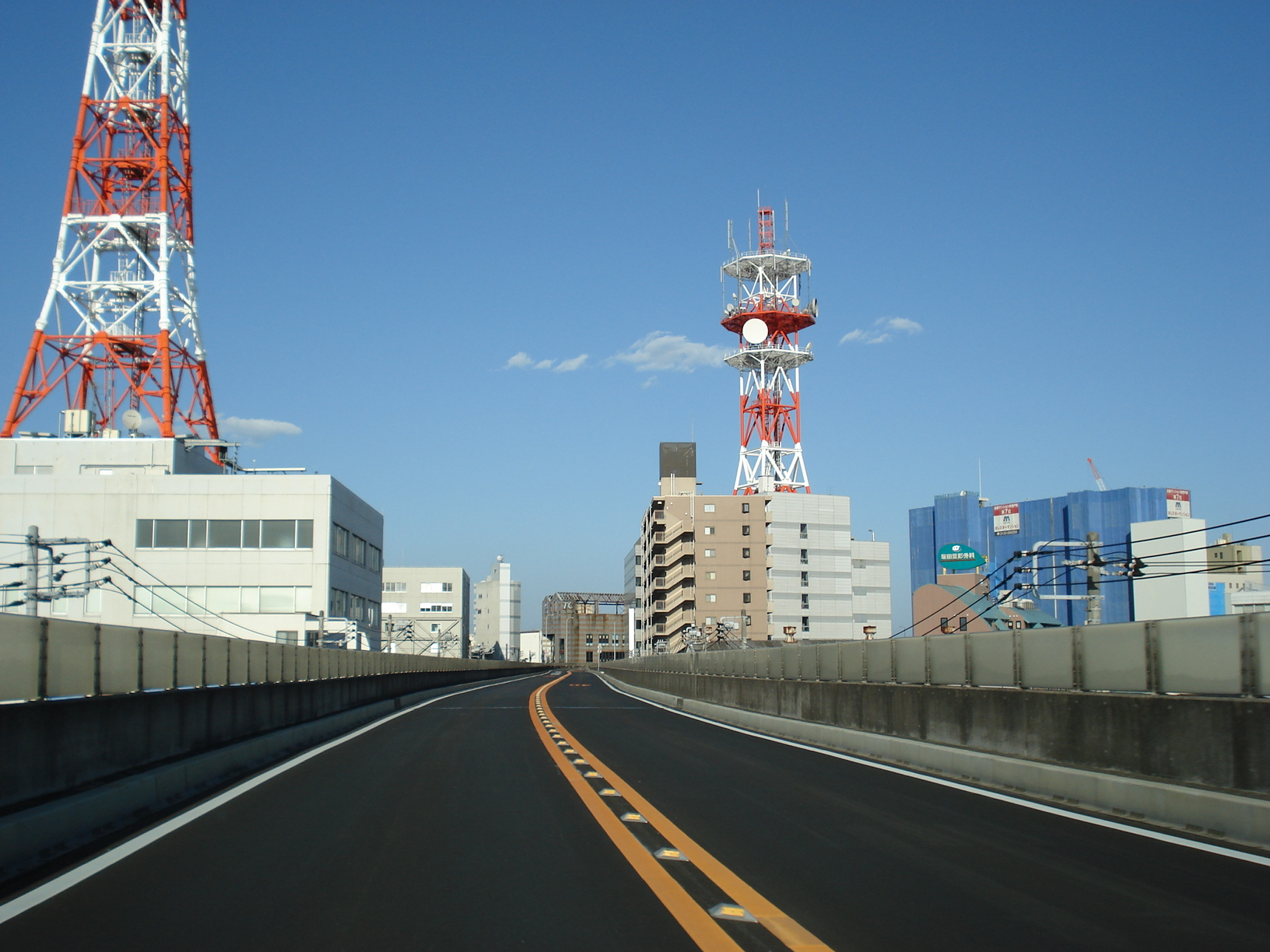
土浦ニューウェイ本線上

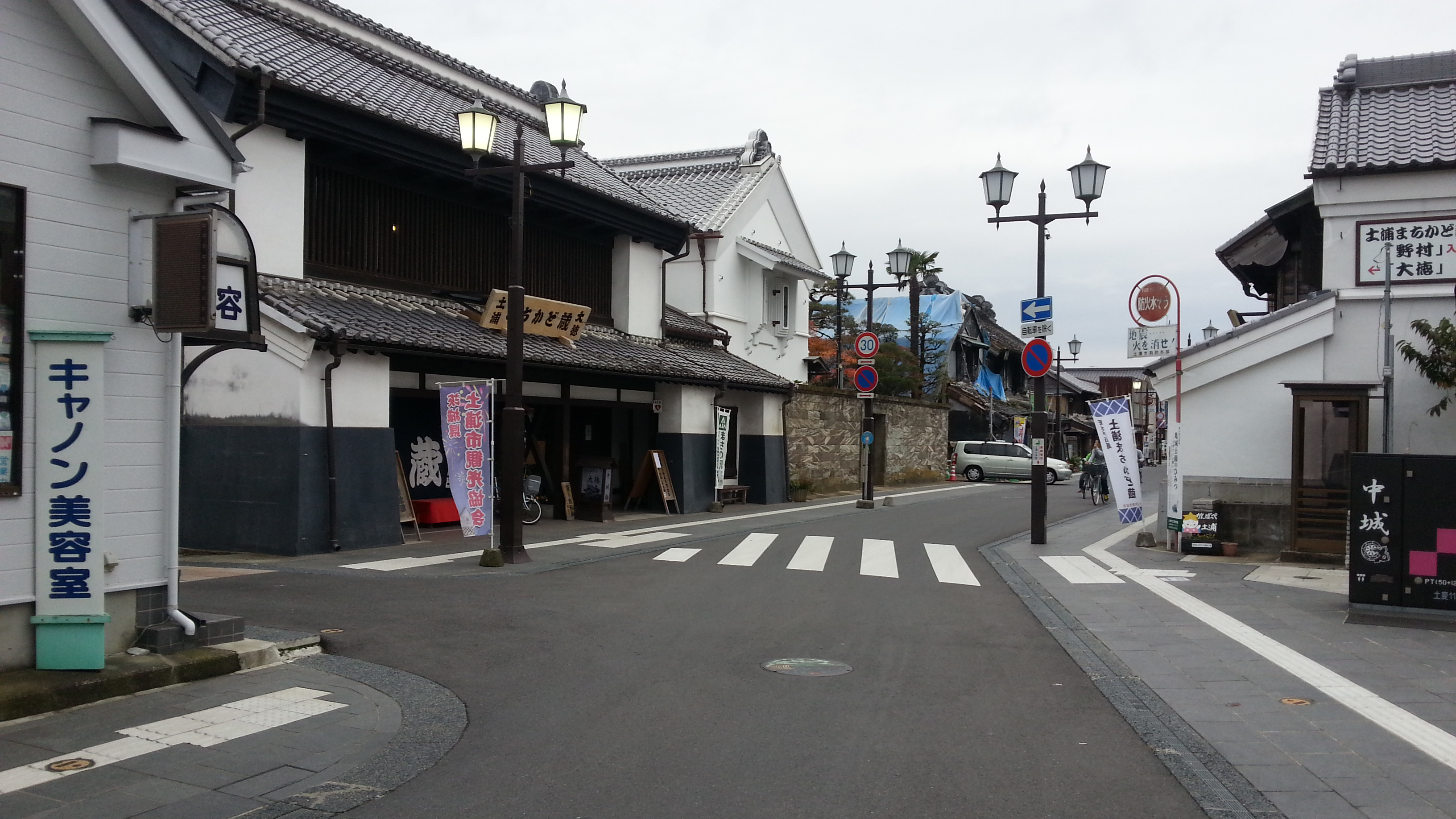
旧水戸街道（まちかど蔵周辺）

- 土浦高架道（別称土浦ニューウェイ）

国際科学技術博覧会の来場客輸送のために建設された、土浦駅東口からの筑波研究学園都市方面へ向かう土浦中心市街地にある高架街路で、自動車専用道。途中にはプラットホームを備えたバス停がある。万博終了後における恒久的な利用を目的とした土浦駅東口とつくばセンターとを結ぶ新交通システムの計画も存在したが、利用が十分見込めなかったことから計画中止となっている。
- 旧水戸街道

市内を南北に旧水戸街道が走っており、荒川沖宿、中村宿、土浦宿、中貫宿の4つの宿場が置かれていた。土浦宿は水戸街道沿いでは千住宿に次ぐ規模であり（江戸および水戸は除く）、水戸藩江戸勤番指定の宿泊所もあった。
現在は市南部はほぼそのまま国道6号線ルートとなっており、荒川沖駅への接続道路部と中村地区のみ旧道部分が残されている。市北部の土浦バイパス並行区間は長年国道6号線の輻輳区間となっていたが、現在は国道354号線の一部および県道64号線として分離されている。
- 旧筑波街道

市内の真鍋（土浦一高付近）で水戸街道より分岐し、藤沢、高岡、小田、北条、神郡を経て筑波に至る約20キロの街道である。
- 旧鎌倉街道

常陸国府（石岡）方面から、木田余、真鍋（鎌倉坂）、田中、上高津、中村西根方面へと向かっていたとされる。
- 歴史の小径

「土浦城址周辺」や旧水戸街道沿いの「まちかど蔵周辺」に残されている歴史的資源を、修景整備された道路や路地で結ぶことにより、快適に回遊・散策できるよう整備されている（中城通りの整備では、平成21年度まちづくりグリーンリボン賞を受賞している）。

## 観光

### 名所・旧跡
- 旧土浦中学校本館（茨城県立土浦第一高等学校） - 国の重要文化財（建造物）
- 上高津貝塚 - 国の史跡
- 武者塚古墳 - 国の史跡
- 亀城公園（土浦城址） - 茨城県指定史跡
- 東城寺経塚群 - 茨城県指定史跡
- 藤原藤房卿遺跡 - 茨城県指定史跡
- 前野家住宅 - 茨城県指定有形文化財（建造物）
- 冨岡家住宅 - 茨城県指定有形文化財（建造物）
- 矢口家住宅 - 茨城県指定有形文化財（建造物）
- 郁文館正門 - 市指定有形文化財（建造物）
- 土浦まちかど「蔵」− 国登録有形文化財
- 小野小町の里 - 平安時代の歌人、小野小町の伝説が残る地
- 土浦ツェッペリン伯号展示館

### 社寺

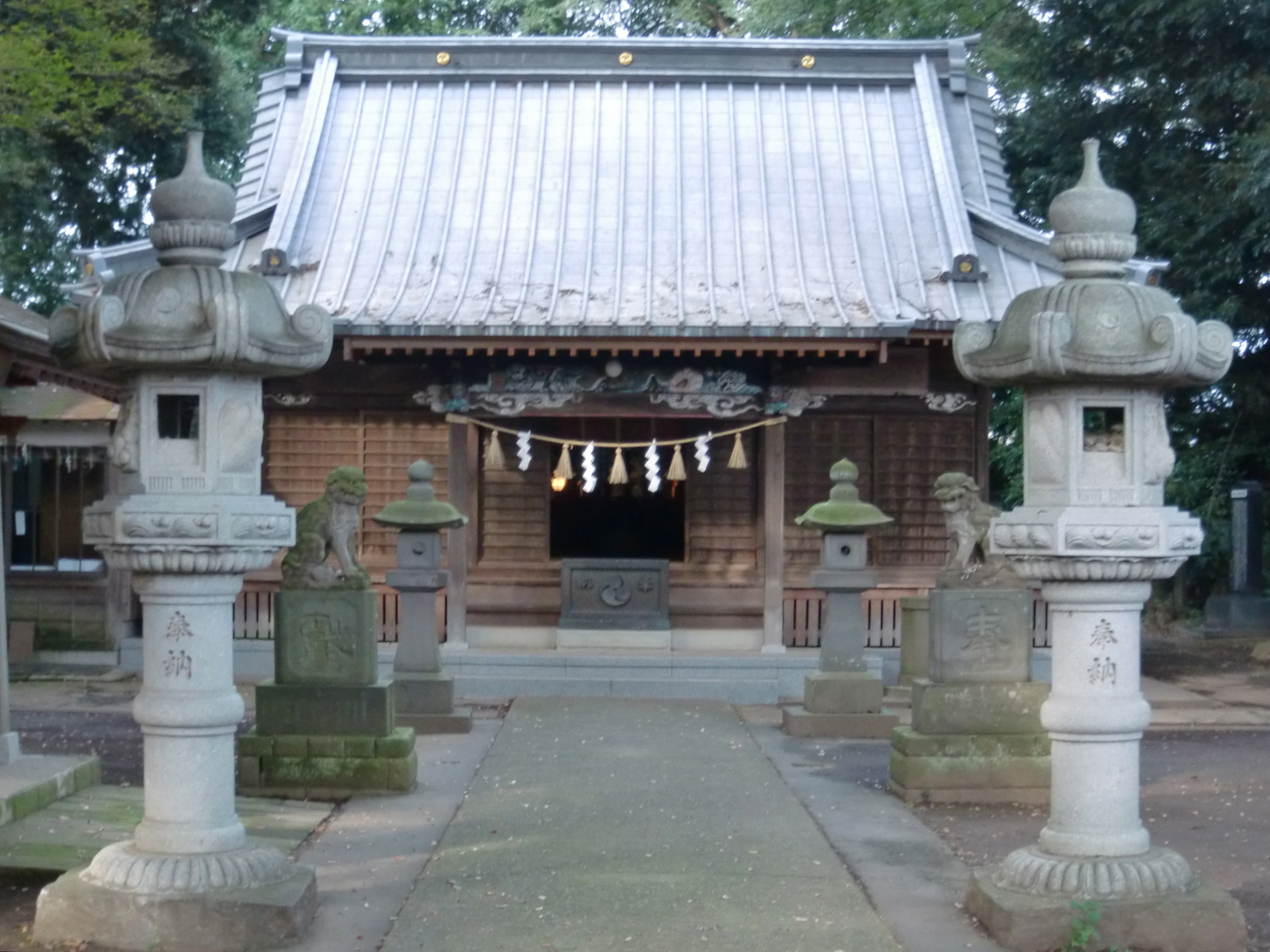
八坂神社

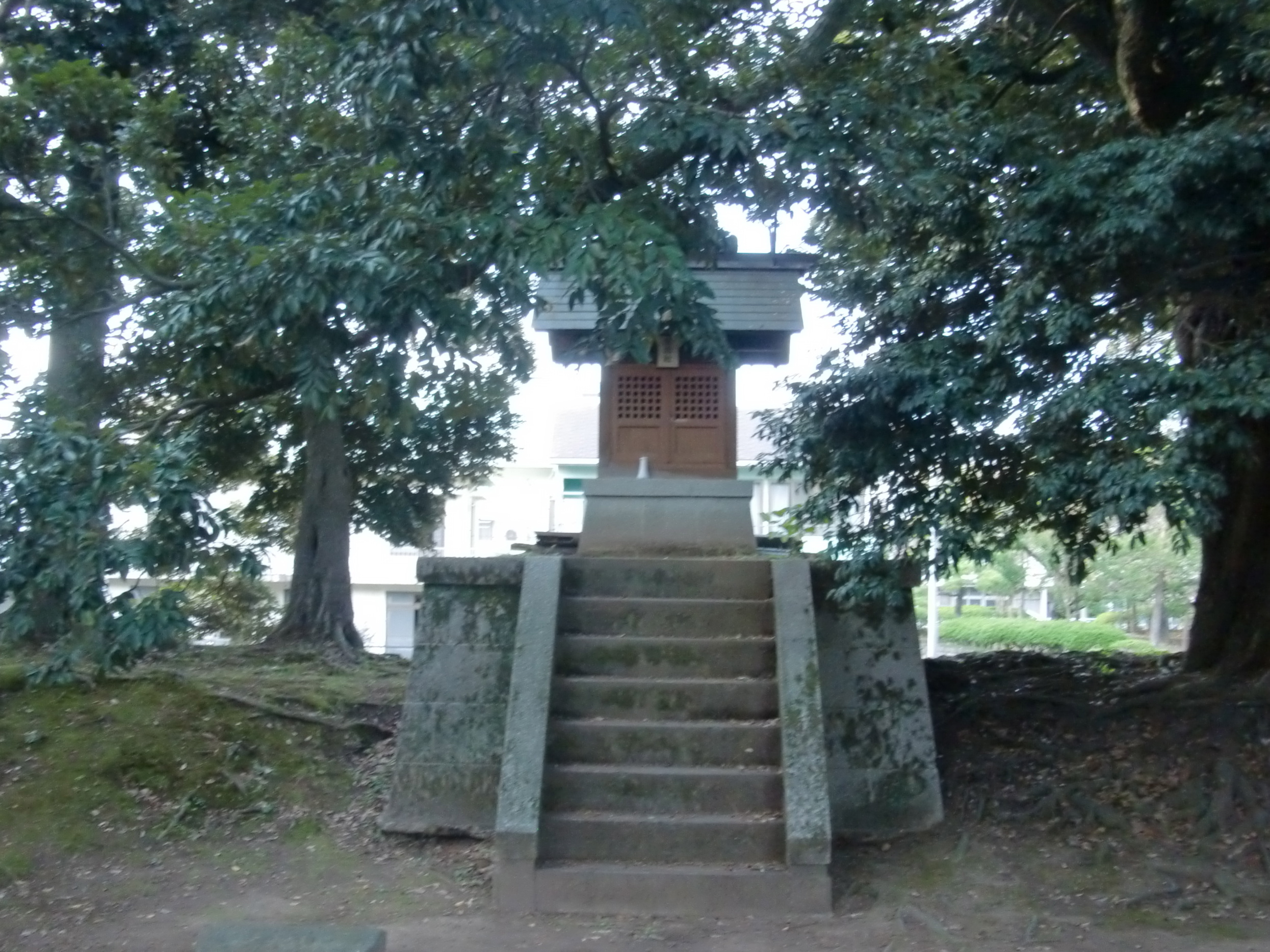
土屋神社

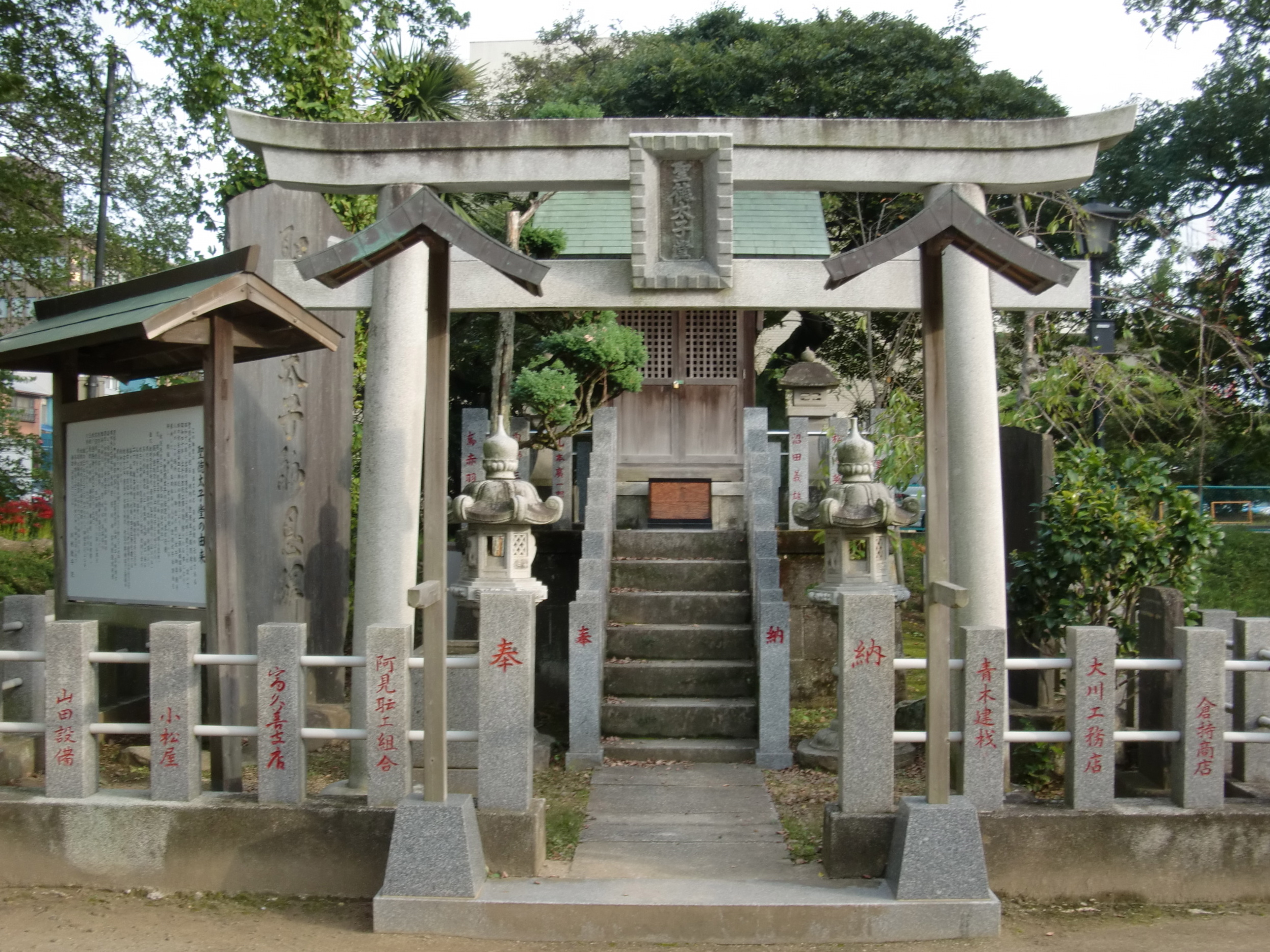
聖徳太子堂

- 神龍寺
- 善応寺
- 東光寺
- 等覚寺
- 浄真寺
- 法泉寺
- 常福寺
- 大聖寺
- 般若寺
- 清滝観音 - 坂東三十三箇所第26番札所
- 法雲寺
- 海蔵寺
- 八坂神社
- 鷲神社
- 鹿島神社（真鍋）
- 鹿島神社（西根）
- 鹿島神社（沖宿）
- 愛宕神社
- 土屋神社（亀城公園内）
- 聖徳太子堂（亀城公園内）

### 自然
- 霞ヶ浦
- 桜川
- 筑波山地
- 宝篋山（小田山）
- 鬼越山
- 小町山
- 朝日山（朝日峠展望公園） - 標高301.8mの展望台からは関東平野を一望でき、晴れた日には富士山も遠望することが出来る
- 真鍋の桜（土浦市立真鍋小学校） - 茨城県指定天然記念物
- 宍塚地区 - 都市近郊型里山としての自然が残る貴重な場所
- 竜ヶ峰の桜

### 美術品・工芸品
- 常福寺の木造薬師如来坐像 - 国の重要文化財（彫刻）。
- 法雲寺の絹本著色高峰和尚像、絹本著色復庵和尚像（自賛）（附：絹本著色中峰和尚像） - 国の重要文化財（絵画）。
- 般若寺の銅鐘（常陸三古鐘） - 国の重要文化財（工芸品）
- 等覚寺の銅鐘（常陸三古鐘） - 国の重要文化財（工芸品）

土屋家刀剣（土浦市立博物館）
- 短刀 銘筑州住行弘/観応元年八月日 - 国宝
- 短刀 銘國光（新藤五） - 国の重要文化財
- 太刀 銘信房作 - 国の重要文化財
- 太刀 銘守家造 - 国の重要文化財
- 太刀 銘（佩裏銘）恒次 - 国の重要文化財
- 太刀 無銘 伝・来国光 - 重要美術品
- 太刀 銘景安 - 重要美術品
- 太刀 銘備前國住人景安作 - 重要美術品
- 刀 金象嵌銘 長義磨上本阿（花押） - 重要美術品
- 刀 無銘 伝・青江貞次 - 重要美術品
- 刀 無銘 伝・左弘行 - 重要美術品

### 考古資料
- 武者塚古墳出土品 - 国の重要文化財

### 日本三大・百選
- 日本三大湖：霞ヶ浦
- 日本三大花火大会：土浦全国花火競技大会
- 日本三大水天宮：土浦水天宮
- 日本三大山王流鏑馬：日枝神社流鏑馬祭り
- 水の郷百選：水と緑と歴史のまち 土浦
- 平成百景：霞ヶ浦の帆引き船（読売新聞創刊135周年を記念して選ばれた新たな平成時代の景観。得票数第23位の高順位で選出されている）
- 人と自然が織りなす日本の風景百選：霞ヶ浦の帆引き舟
- 未来に残したい漁業漁村の歴史文化財産百選：霞ヶ浦の帆引き舟
- 茨城観光百選（景観の部）：朝日峠展望公園
- 茨城の自然百選：竜ヶ峰のサクラ
- 近代水道百選：霞ヶ浦浄水場
- ため池百選：宍塚大池

### イベント

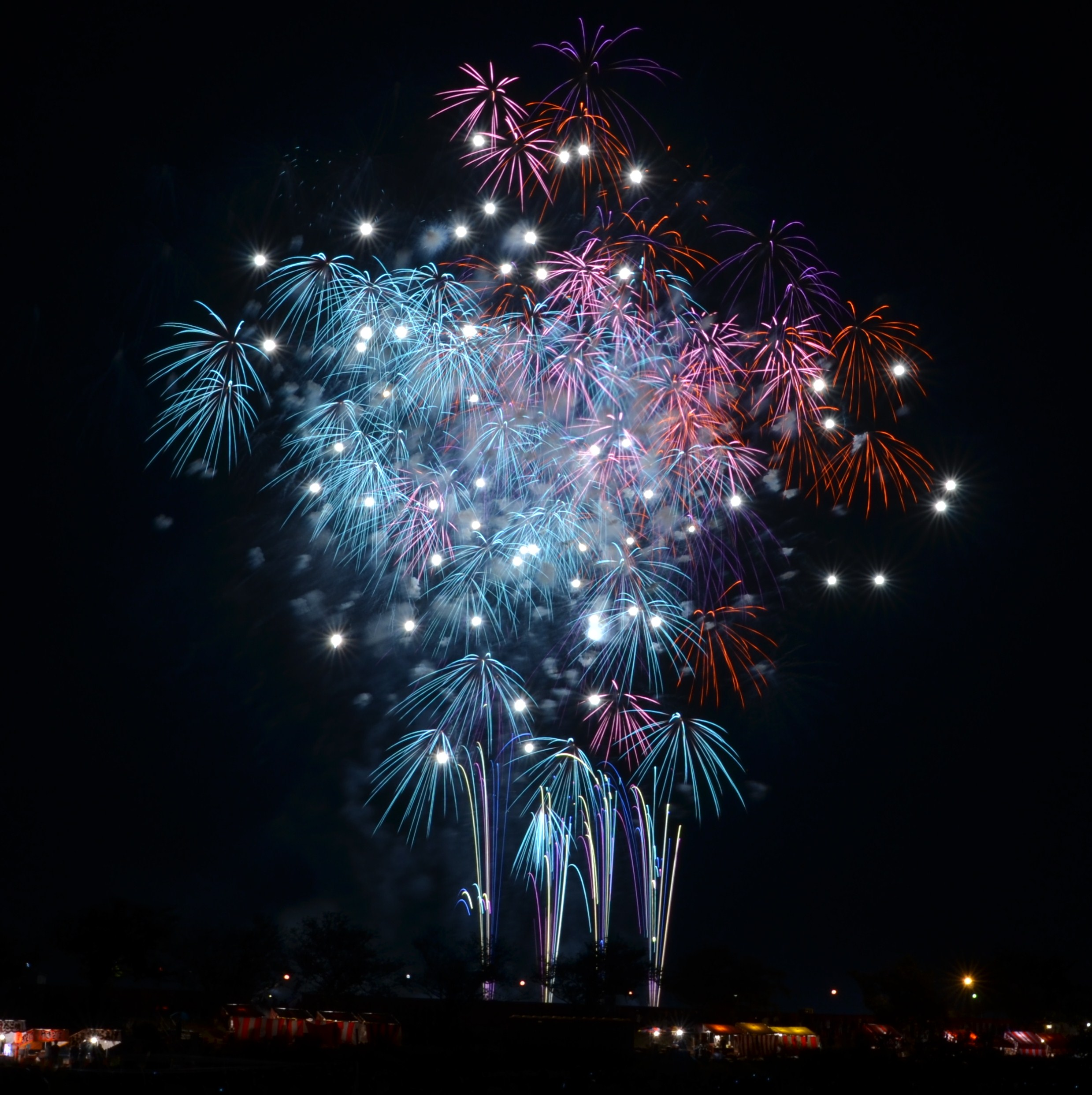
土浦全国花火競技大会（2011年）

- 2月下旬から3月上旬 土浦の雛祭り

中心市街地の中城商店街を中心に、ひな人形の展示が行われる。
- 4月上旬 桜まつり

亀城公園を中心に、桜川・新川沿いの桜が提灯でライトアップされる。
- 4月中旬 かすみがうらマラソン

霞ヶ浦湖畔で開催されるマラソン大会。ランナー数は2万6千人を超え、東京マラソンに次ぐ規模の市民マラソン大会である。
- 5月下旬 土浦さつきまつり

亀城プラザで開催される祭り。盆栽の展示が行われる。
- 6月上旬 乙戸沼あやめまつり

乙戸沼公園で行われる。
- 7月中旬 観光帆曳船

7月中旬〜10月中旬の金、土、日、祝日の午後1時から午後2時半頃まで運航。
- 7月下旬 土浦祇園祭り

土浦の中で長い歴史と伝統を誇る勇壮な祭り。「天王様」（素戔嗚尊）と親しまれる旧市街の夏祭りで、江戸時代には土浦城の鎮守として城主土屋家の崇敬を受け、神幸祭の行列が土浦城内に繰り込んだとされる。近年は、神社例大祭（7月20日）近くの木金土日に行われ、それぞれ第1日から「笠揃」「迎祇園」「本祇園」「送祇園」と呼ばれる。
- 8月上旬 土浦キララまつり

土浦市の目抜き通りを中心に行われる。七夕おどり、山車の巡行、霞ヶ浦湖上花火大会などが行われる。
- 8月下旬 鹿島礼大祭 - 真鍋地区
- 10月下旬 土浦市産業祭

川口ショッピングモールなどで開催される。
- 11月第一土曜日 土浦全国花火競技大会

桜川学園大橋付近下流側河川敷で行われる、日本煙火協会が後援する花火大会である。日本三大花火大会の1つとされる。
- 11月上旬 土浦菊まつり

亀城公園で開催される祭り。菊が展示される。
- 11月下旬 土浦カレーフェスティバル

川口運動公園で開催される。
- 11月下旬 フェスティバル神立

神立小学校校庭で開催される。

## その他データ
- 住み良さランキング - 東洋経済新報社が毎年算出する全国の市を対象とした「住みよさランキング」では、2013年は第37位。

## 土浦市出身・関係の著名人

### 歴史上の人物
- 山村才助 - 地理学者、土浦藩士、生まれは江戸
- 沼尻墨僊 - 地理学者、天文学者
- 色川三中 - 国学者、商人
- 佐久良東雄 - 国学者、歌人
- 大久保要 - 土浦藩士
- 飯泉喜内 - 土浦藩士
- 乃木壽子 - 乃木希典の母。土浦藩士・長谷川金大夫の娘

### 政界
- 安藤真理子 - 第13代土浦市長
- 助川弘之 - 第11代土浦市長
- 中川清 - 第12代土浦市長
- 色川三郎兵衛 - 衆議院議員、醤油醸造家
- 原脩次郎 - 衆議院議員、第9代鉄道大臣、第3代拓務大臣
- 大井川和彦 - 茨城県知事

### 官界
- 小幡政人 - 元国土交通事務次官
- 奈須野太 - 経済産業省産業技術環境局長、元中小企業庁次長

### 法曹界
- 市村陽典 - 元総務省行政不服審査会会長、元仙台高等裁判所長官、元横浜地方裁判所長、元東京高等裁判所部総括判事、元水戸地方裁判所長

### 経済界
- 武井大助 - 実業家、元大日本帝国海軍軍人

### 学界
- 山口剛 - 国文学者、旧土浦町[34]
- 一ノ瀬正樹 - 哲学者
- 沼田眞 - 生態学者
- 西島和彦 - 物理学者
- 江口徹 - 物理学者
- 長谷川正安 - 法学者
- 尾見康博 - 心理学者

### 芸術
- 鶴岡義雄 - 洋画家
- 高田保 - 劇作家、随筆家
- 藤岡保子 - 書道家、土浦藩主・土屋挙直四女、上皇后美智子に書道を進講した
- 川田喜久治 - 写真家
- 高野史緒 - 小説家
- 小林じんこ - 漫画家
- 寺内タケシ - ギタリスト
- 小室みつ子 - シンガーソングライター、作詞家
- 松浦恵 - 音楽プロデューサー、アレンジャー
- おおはた雄一 - ギタリスト
- 木村大 - クラシックギタリスト
- 酒井香奈 - 画家

### アナウンサー
- 中川富雄 - NHKアナウンサー
- 鈴木健一 - NHKアナウンサー
- 堀越葉月 - NHKアナウンサー
- 冨田有紀 - テレビ東京アナウンサー
- 川島秀成 - 福井放送アナウンサー
- 西美香 - チューリップテレビアナウンサー
- 風見好栄 - IBC岩手放送アナウンサー

### 芸能界
- 辻香緒里 - 女優
- 栗山千明 - 女優
- 三浦春馬 - 俳優
- 飯島真理 - 歌手・声優
- 皆川純子 - 声優
- 宮本佳那子 - 女優・歌手・声優
- DJ DRAGON - DJ・プロデューサー・MC
- 原田美欧 - ミュージカル俳優、元バレエダンサー
- メイリア - 歌手

### スポーツ
- 安藤統男 - 元プロ野球選手・元監督（阪神タイガース）
- 石田文樹 - 元プロ野球選手（横浜ベイスターズ）
- 太田徹郎 - 元サッカー選手
- 大塚淳 - 元プロ野球選手（東京ヤクルトスワローズ）
- 木内幸男 - 元高校野球監督（取手二高、常総学院など）
- 木村優人 - プロ野球選手（千葉ロッテマリーンズ）
- カレン・ロバート - 元サッカー選手
- 若筑波茂 - 元大相撲力士（高砂部屋）
- 菅澤紀行 - バスケットボール選手（熊本ヴォルターズ）
- 髙安晃 - 大相撲力士（田子ノ浦部屋）
- 福見友子 - 元柔道選手
- 西宮悠介 - 元プロ野球選手（東北楽天ゴールデンイーグルス）
- 渡邉諒 - プロ野球選手（阪神タイガース）
- 遠藤淳志 - プロ野球選手（広島東洋カープ）
- 野口祥順 - 元プロ野球選手（東京ヤクルトスワローズ）
- 大関友久 - プロ野球選手（福岡ソフトバンクホークス）
- 横瀬慎太郎 - ラグビー選手（日立製作所Sun Nexus）
- 鈴木昭汰 -プロ野球選手（千葉ロッテマリーンズ）

### その他
- 藤田信雄 - 軍人
- 平塚八兵衛 - 刑事
- 坂本栄 - ジャーナリスト
- 渡辺暢雄 - 牧師
- 小林トミ - 市民運動家、画家
- 秋山優花里 - 『ガールズ&パンツァー』の登場人物。架空の人物
- 峠草平 - 漫画『アドルフに告ぐ』の登場人物。架空の人物

## 土浦市を舞台とした作品

### テレビドラマ
- さわやか3組（1992年4月〜1993年3月放送） - NHK教育テレビで放映されていた、小学3・4年生向けの学校教育（教科は道徳）ドラマ。1992年放送分の舞台となった。
- 特急田中3号（2007年4月〜6月放送）- JR常磐線土浦駅・永国東町が舞台として登場。

### 映画
- 決戦の大空へ（1943年、東宝）- 土浦海軍航空隊の全面協力のもと製作された戦争映画。旧制土浦中学校（現・茨城県立土浦第一高等学校・附属中学校）が舞台として登場

### 漫画・アニメ・小説
- 機動警察パトレイバー（漫画）- シャフトエンタープライズジャパン土浦研究所
- 高野史緒「グラーフ・ツェッペリン 夏の飛行」（短編小説、Kindle Single）